# Чертаново
Черта́ново — местность на юге Москвы, в основном на правом берегу реки Чертановки. Примыкает с востока к Битцевскому лесу. Название получила по деревне Чертаново, находившейся в районе современного пересечения Варшавского шоссе и Сумского проезда и известной с 1654 года. Вошла в состав Москвы в 1960 году.
Чертаново не является административно-территориальной или муниципальной единицей и может считаться вернакулярным районом. Чертаново включает три района Москвы, относящиеся к Южному административному округу:
- Чертаново Северное
- Чертаново Центральное
- Чертаново Южное

В составе района Чертаново Северное находится микрорайон «Северное Чертаново», построенный в 1975—1982 годах как Образцово-перспективный жилой район.
Чертаново — главным образом жилой («спальный») район. Его население на 1 января 2024 года составляло 377 715 человек, в том числе:
- Чертаново Северное — 109 640,
- Чертаново Центральное — 111 983,
- Чертаново Южное — 156 092.

Таким образом, это 2-й по населённости жилой массив Москвы — после Орехово-Борисово (405,5 тыс. человек).

## География
Район расположен на Теплостанской возвышенности. С севера ограничен Балаклавским проспектом, с востока — железнодорожными линиями Павелецкого и Курского направлений, с юга — МКАДом, с запада — границей лесного массива природно-исторического парка «Битцевский лес».

## Происхождение названия
Название — от находившейся на данной территории деревни Чертаново.
По мнению топонимиста Р. А. Агеевой, название деревни Чертаново происходит от названия протекающей рядом реки Чертановка (Чертона) с истоком в имении Узкое. Исследовательница указывает на наличие в источниках разных вариантов гидронима: Чертонавка, Чертона; существует также гидроним Чертанка, Чертома в бассейне реки Клязьмы. Таким образом, название деревни Чертаново должно быть производным от гидронима, а не наоборот, как часто считается. Названия рек Чертона, Чертома, по мнению Агеевой, имеют балтийское или финно-угорское происхождение.
По мнению географа Е. М. Поспелова, название деревни связано с некалендарным личным именем Чертан. Ср. Иван Федорович Чертанов, житель Ярославля, 1563 год. По мнению краеведа М. Ю. Коробко, название деревни, вероятно, происходит от фамилии одного из первых владельцев этой местности.

## История

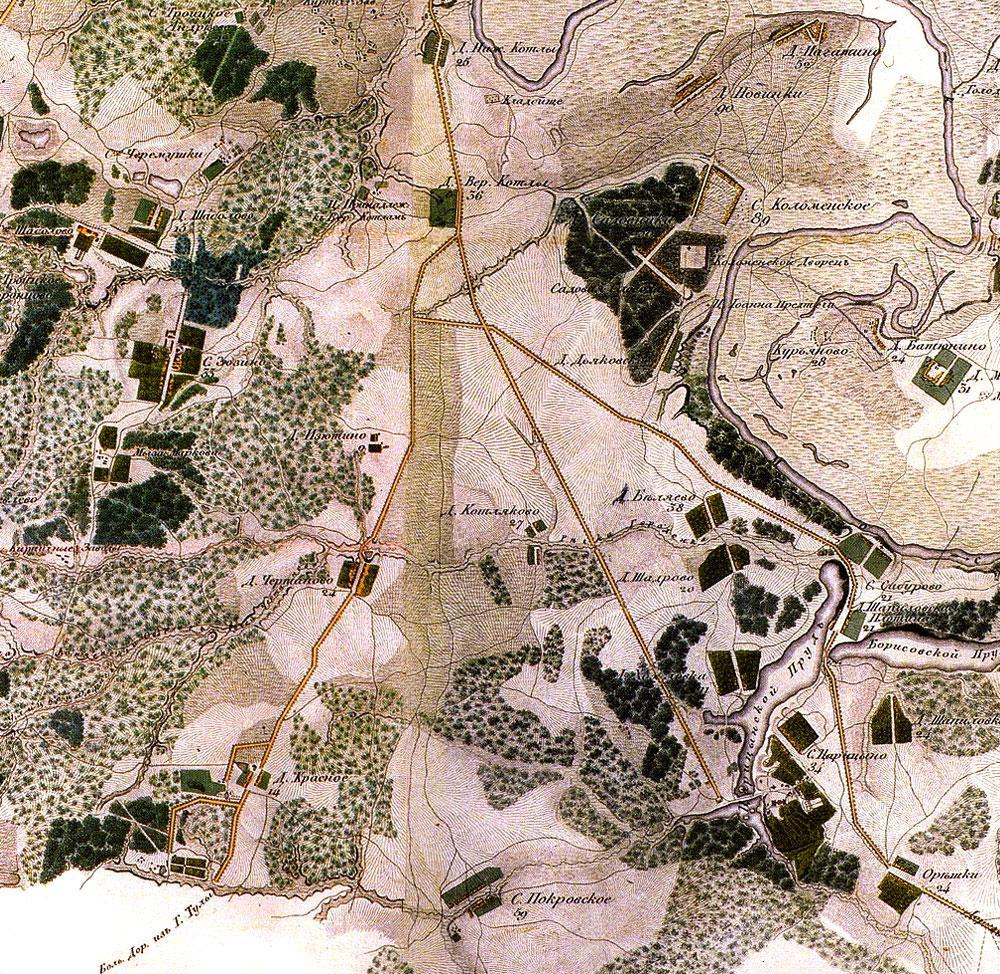
Населённые пункты, впоследствии вошедшие в состав Чертанова, Бирюлёва и других районов на карте 1818 года

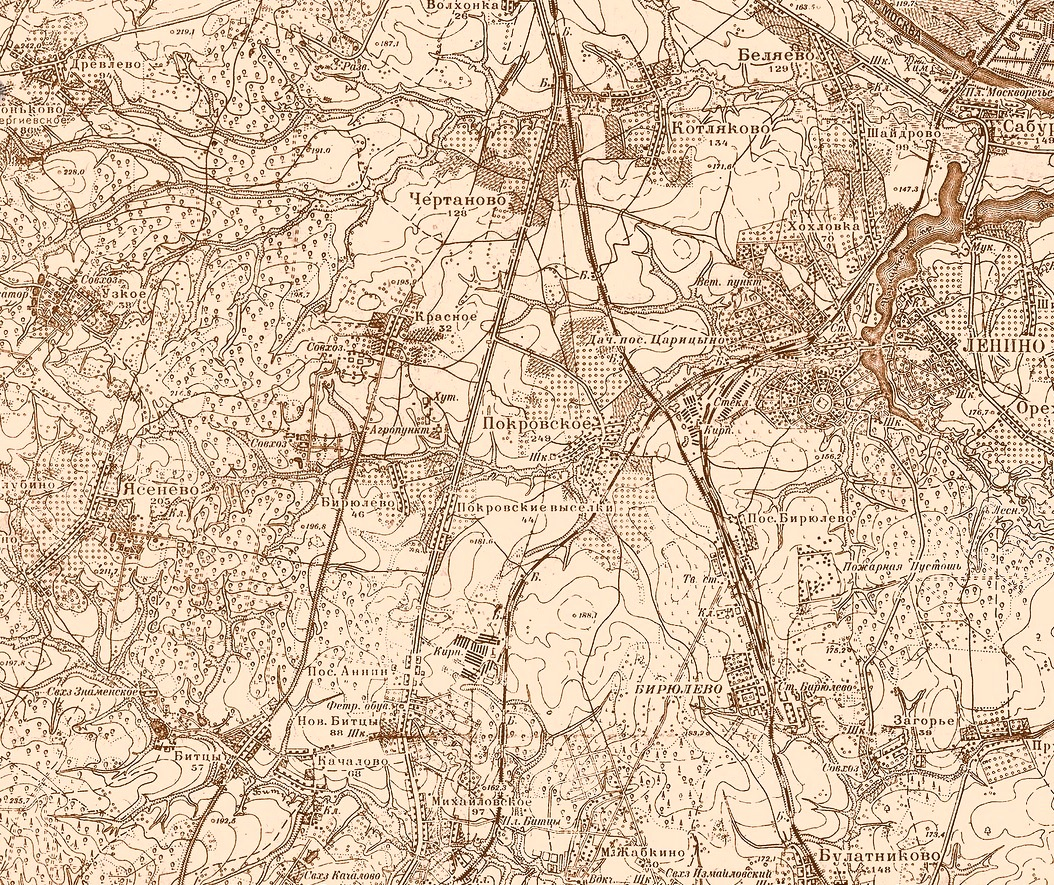
Территория на карте 1931 года

Заселение этой территории началось в эпоху неолита, когда здесь жили племена охотников и рыболовов. В бронзовом веке территорию заселяли представители фатьяновской культуры, скотоводы (находки каменных орудий). В эпоху железного века — представители дьяковской культуры. Во второй половине I тысячелетия н. э. появляются поселения славян — вятичей и кривичей. Группа курганов в Чертанове свидетельствует о наличии здесь в XI—XIII веках поселений вятичей.
На территории нынешнего Чертанова (трёх районов — Чертаново Северное, Чертаново Центральное и Чертаново Южное) ко времени присоединения к Москве в 1960 году располагались: деревня Чертаново, село Красное, совхоз Красный Маяк, деревня Бирюлёво, деревня Аннино, село Покровское, село Покровские выселки и рабочий посёлок Красный Строитель.
- С 1861 по 1918 год — территория Зюзинской волости Московского уезда Московской губернии.
- В 1918 году Зюзинская волость была объединена с Царицынской в Ленинскую волость. С 1918 по 1929 год — территория Ленинской волости Московского уезда Московской губернии.
- В 1929 году на основе Ленинской волости был создан Ленинский район Московской области. С 1929 по 1960 год — территория Ленинского района Московской области.

### Деревня Чертаново
Деревня Чертаново располагалась на реке Чертановке, протянувшись вдоль Варшавского шоссе (существующего с середины XIX века), от нынешнего здания НИЦЭВТ почти до нынешней Южной рокады.
Самое раннее упоминание деревни Чертаново относится к началу мая 1654 года. Под этой датой она значится в качестве одного из пунктов сбора рязанцев, участвовавших в Польской войне (1654—1667 годы), в походе на Смоленск в составе Большого полка боярина князя Якова Куденетовича Черкасского. Известно о посещении Чертанова в декабре 1667 года царём Алексеем Михайловичем с грузинским царевичем Николаем Давыдовичем.
В конце XVII века Чертаново принадлежало государству и входило в состав Коломенской дворцовой волости с центром в дворцовом селе Коломенском. Основными занятиями дворцовых крестьян были огородничество, хлебопашество и скотоводство. Особое место занимало также садоводство.
Упоминается в материалах Генерального межевания конца XVIII века как деревня Чертаново. В 1775 году для празднования заключения Кучук-Кайнарджийского мирного договора с Османской империей в Чертанове были установлены триумфальные ворота. Чертаново было дворцовым владением до 1797 года, когда оно перешло в ведение удельного Коломенского приказа.
Во время Отечественной войны 1812 года чертановские крестьяне помогали партизанам продовольствием. 6 сентября 1812 года недалеко от деревни состоялся кавалерийский бой между русскими и французскими войсками. В Чертанове находилась почтовая станция, первая от Москвы по Серпуховской дороге. В 1825 году на ней скоропостижно умер Тимофей М. Времев, коллежский советник и воронежский помещик, в убийстве которого был обвинён композитор А. А. Алябьев. Это происшествие описано А. Ф. Писемским в романе «Масоны» (1880—1881).
Местные жители занимались садоводством и хлебопашеством. В середине XIX века в Чертанове располагалась военная этапная конная команда, конвоировавшая арестованных. Вплоть до крестьянской реформы 1861 года Чертаново оставалось удельной деревней. В результате реформы 120 чертановских крестьян получили земельные наделы. Когда долги за землю были выплачены, некоторые крестьяне начали сдавать её в аренду, развивалось предпринимательство. Дореволюционный путеводитель по Подмосковью характеризует Чертаново следующим образом: «Местность оживленная, с лавками, постоялыми дворами и трактирами». Деревня разрослась и разделилась на две части, которые стали именовать слободами.
После преобразования Серпуховской дороги в шоссе и открытия Курской железной дороги в столицу начали доставлять фрукты с юга России. Конкуренция южных плодов и заморозки привели к некоторому упадку садоводства. Однако близость Москвы (доставка дешёвого удобрения) и возможность распашки низких мест по Чертановке позволили развивать огородничество. В 1878 году в Чертаново открылось земское училище, переведённое из Зюзина. С 1898 года попечителем училища был подольский уездный предводитель дворянства Андрей Михайлович Катков (1863—1915), владелец соседнего имения в Знаменском-Садках и сын известного реакционера М. Н. Каткова.
После революции Чертаново оставалось одним из подмосковных центров садоводчества и овощеводства. В Чертанове был организован сельсовет. В 1927 году в целях объединения усилий крестьян по сбыту плодов и снабжения необходимым оборудованием было образовано товарищество по садоводству и огородничеству. В период коллективизации в конце 1920-х годов в Чертанове был создан колхоз «Верный путь». В 1936 году в Чертаново была открыта пригородная платформа железной дороги (нынешняя станция Чертаново).
В 1941 году на поле рядом с Чертановом был размещён аэродром истребительного авиаполка, прикрывавшего Москву с юга. С 1950-х годов он перешёл в ведение ДОСААФ, использовался для полётов планеров и просуществовал до конца 1960-х годов. Аэродром находился на поле немного севернее современной станции метро «Южная».
От деревни Чертаново к настоящему времени сохранилось несколько яблонь около управы района Чертаново Северное (в 1970-е годы там ещё сохранялся весьма крупный яблоневый сад) и около Московского центра боевых искусств (в 1970-е годы там также сохранялся сад). На месте магазина «Metro» в 1970-е годы находились кирпичные развалины деревенского коровника.

### Село Красное
Село Красное находилось в районе улиц Днепропетровской, Красного Маяка и Чертановской.
Впервые упоминается в писцовых книгах 1627—1628 годов, где Красное описывается так: «…что было в поместье за дьяком за Петром Микулиным, а владеют дети ево Лука да Яков без дачи, пустошь Красное на суходоле, что изстари слыл враг Корнорог». Петр Микулин служил дьяком в различных приказах.
После Микулиных в 1646 году село принадлежало Тимофею Федоровичу Караулову.
Согласно переписным книгам 1678 года Красное числилось во владении казначея Ивана Богдановича Камынина. После него владельцем села стал князь Яков Никитич Урусов, супругой которого была дочь Камынина, и по всей видимости Красное было её приданым.
С 1796 года владельцем Красного стал её сын князь Иван Алексеевич Гагарин.
В 1808 году Иван Гагарин продал Красное знаменитому очень обеспеченному владельцу Люблина действительному статскому советнику Николаю Алексеевичу Дурасову. После Отечественной войны 1812 года село было продано родственнику Н. А. Дурасова московскому вице-губернатору Егору Александровичу Дурасову.
По состоянию на 1927 год, в селе насчитывалось 196 жителей, в их пользовании находилось 143 га земли. Красное подчинялось Бирюлёвскому сельсовету. Позже имение было национализировано, был образован совхоз «Красный маяк».
В 1960 году село Красное вошло в состав Москвы.
После административной реформы 1991 года территория, где ранее располагалось село, вошла в состав района «Чертаново Центральное».

### Села Покровское (Покровское-Городня) и Покровские Выселки
Недалеко от Красного находилось село Покровское-Городня. Село располагалось по обе стороны речки Городни, возле платформы Курской железной дороги «Покровская», в районе улиц Подольских курсантов и 3-й Дорожный проезд. Впервые село Покровское на Городне упоминается в 1544 году в качестве вотчины Новоспасского монастыря.

### Рабочий посёлок Красный Строитель
В 1930-х годах возле железнодорожной станции Красный Строитель возник рабочий посёлок, в котором были построены заводы: кирпичный, ремонтно-механический, строительных деталей и др. Западная часть этого посёлка, т. н. «посёлок Газопровод» (его название сохраняет улица Газопровод), развилась после Великой Отечественной войны в связи со строительством газопровода Саратов—Москва. В 1953 году рядом с платформой Красный Строитель были построены несколько 3—4 этажных сталинских домов (т. н. «жёлтые дома»). Старая застройка посёлка сохранялась до начала 2000-х годов и была почти полностью снесена и заменена новыми 17-этажными домами в 2004—2011 годах. К 2012 году из старой застройки сохранились дом культуры «Маяк» (капитально отреставрированный), поликлиника и старое здание школы — ныне центр детского творчества.
Восточная часть посёлка, то есть собственно Красный Строитель, состояла из малоэтажного частного сектора и была снесена и замещена промзоной в 1970—1980-е годы.

### Деревня Бирюлёво
Деревня Бирюлёво располагалась на месте нынешнего Кировоградского проезда (не путать с рабочим посёлком Бирюлёво, возникшим в 1900-е года около железной дороги Павелецкого направления).
Первыми документально известными владельцами деревни являлись Плещеевы. Судя по писцовой книге 1627 года, деревня Бирилево на речке Сухой Городенке (так называлась в своих верховьях не вобравшая ещё в себя притоки река Городня), находилась в поместье за Иваном Васильевичем Плещеевым, которому она досталась после отца и дяди. В то время деревня состояла из двора помещика, в котором жили приказчик и «деловые» люди, и одного двора бобылей.
В 1646 году при следующем владельце — Алексее Андреевиче Плещееве в деревне имелось уже семь крестьянских дворов и проживало 13 человек. В 1709 году сельцом «Бирюлево, Рослово тож, на речке Сухой Гороженке [в других документах встречаются ещё названия Сухая Гребенка, Сухая Саржа], по левую сторону Болшие Серпуховские дороги» владели стольники Алексей Львович и Иван Никифорович Плещеевы. В собственности у каждого было по двору вотчинника, где жили их «деловые» люди. Здесь же находились: крестьянский двор с 5 душами, принадлежавший первому владельцу, и два крестьянских двора с 6 душами, находившиеся в собственности другого владельца.
По данным Генерального межевания, сельцо Бирюлево с 74 душами мужского пола, располагавшееся на правом берегу речки, принадлежало лейб-гвардии секунд-майору Петру Алексеевичу Татищеву (известному масону) и поручику Александру Алексеевичу Плещееву. В 1812 году хозяйкой Бирюлева была княгиня Наталья Петровна Долгорукова. В этот год девять её крестьян ушли в народное ополчение.
Недалеко от деревни на Серпуховской дороге находилась первая почтовая станция, отстоявшая от Москвы на 17 верст. В середине XIX века сельцом владели князья Оболенские. Тогда в нём проживало 36 мужчин и 37 женщин.
В 1853 году часть своих владений княгиня Оболенская продала мещанке Романовой. По данным 1884 года, в деревне Бирюлево Зюзинской волости имелись одна летняя дача владельца и 18 дворов, в которых проживало 108 человек. На почтовой станции было два трактира и 5 дворов с 30 жителями. В 1899 году в деревне было 25 хозяйств и 149 человек. В их владении находилось 125 гектаров земли. Различными промыслами было занято 22 человека из 10 хозяйств. Селение характеризовалось как садоводческое, с практически одинаковым количеством посадок картофеля и посевов зерновых культур, сохраняющее трёхполье, имеющее хорошие покосы, а также содержащее в своей земле большие запасы глины, использовавшиеся для кирпичного производства.
На рубеже XIX—XX веков была построена Павелецкая железная дорога, и на ней примерно в четырёх верстах от деревни была устроена станция Бирюлево, получившая название от деревни. При ней в 1900 году образовался посёлок. Именно этот посёлок и стал нынешними районами Бирюлёво Западное и Бирюлёво Восточное. Что касается деревни Бирюлево, в 1926 году её население составляло 241 человек, живших в 43 хозяйствах, у которых в землепользовании имелось 195 гектаров. Позднее здесь возникает колхоз «Новая жизнь».

### Деревня Аннино
Деревня Аннино находилась по обе стороны Варшавского шоссе на 21 км, на месте, где в настоящее время расположена станция метро «Аннино» Московского метрополитена.
В отличие от соседних селений, история деревни Аннино была намного короче. Деревня была основана в 1846 году князем Николаем Ивановичем Трубецким (1807—1874) на землях его имения Знаменское-Садки после прокладки в 1844—1847 годах Варшавского шоссе и названа, вероятно, в честь его супруги Анны Андреевны Трубецкой (в девичестве Гудович).
На 19 версту Варшавского шоссе была переселена часть крестьян из соседней деревни Битцы, поэтому Аннино иногда именовали Новые Битцы. Возможно, переселение было связано с прокладкой в то время новой Серпуховской дороги (Варшавского шоссе).
В конце XIX века главным наследником деревни стал известный реакционер Михаил Никифорович Катков.
В 1897 году в Аннино открылось Битцевское земское училище, устроенное благодаря заботам владельца соседнего имения в Знаменском-Садках Андрея Михайловича Каткова (1863—1915), сына М. Н. Каткова. A. M. Катков энергично взялся за обустройство училища и стал его попечителем.
Деревня была преимущественно садоводческой. Из-за удаленности от Москвы хозяйство характеризовалось земскими статистиками как переходная форма, приближенная к зерновому типу. Часть местных жителей, уходившая на заработки и постоянное жительство в Москву и другие города, продавала свои земли, и вскоре вблизи деревни начали появляться небольшие усадьбы.
В 1900 году вблизи деревни аннинский крестьянин Владимир Андреевич Капустин открыл фабрику валяной обуви, выпускавшую валенки. Позднее эта фабрика стала Битцевской фетровой фабрикой.
В 1918 году часть земель деревни вошла в состав совхоза Бирюлёво—Аннино. Также в советское время в Аннино имелся колхоз «Красные всходы».
В 1920-х годах Битцевская фетрообувная фабрика была национализирована. Во время Великой Отечественной войны она выпускала тёплую обувь для фронта. Многие рабочие уходили на фронт прямо с фабрики. На их рабочие места вставали их жёны и дети. На территории фабрики был установлен обелиск с именами погибших фронтовиков.
Название деревни сохранилось в названиях станции метро «Аннино», Аннинского лесопарка и жилых комплексов «Аннинский» и «Аннино парк».
В школе № 504 (бывшая школа № 1162) работает историко-краеведческий музей, посвящённый истории Аннино и Битцевской фабрики.

### В составе Москвы
- В 1960 году вся территория нынешнего Чертанова вместе со всеми другими территориями в черте современной МКАД вошла в состав Москвы. С 1960 по 1969 год территория Чертанова входила в состав Москворецкого района города Москвы.
- С 1969 по 1991 год территория Чертанова (за исключением микрорайона Северное Чертаново) входила в состав Советского района города Москвы, а территория микрорайона Северное Чертаново — в состав Севастопольского района.
- С 1991 года Чертаново было поделено на 3 района — Чертаново Северное, Чертаново Центральное и Чертаново Южное.

С конца 1960-х — начала 1970-х годов годов территория стала районом массовой жилой застройки, началась интенсивная застройка домами массовых (панельных) серий. Жилой массив Чертаново был возведён на территории более 2 тысяч гектаров авторским коллективом под руководством архитектора В. Л. Воскресенского. Авторы проекта: архитекторы В. Л. Вознесенский, Т. Н. Дроздова, В. И. Сержантов, В. В. Громогласов, Н. К. Суздалева и др. Дома большой протяженности строились по проектам главного архитектора Москвы М. В. Посохина.
В 1975 году началась застройка Образцово-перспективного жилого района (в настоящее время — микрорайон «Северное Чертаново» района Чертанова Северного). Авторы проекта: архитектор М. В. Посохин, Л. К. Дюбек, А. Г. Шапиро, Ю. П. Иванов, Б. И. Малярчук, В. И. Логинов.
В 1975—1976 годах деревню Аннино начали сносить. В начале 1980-х годов по обеим сторонам Варшавского шоссе были отстроены жилые дома панельной серии П-44.
Последние деревенские дома бывшей деревни Чертаново, которые располагались вдоль Варшавского шоссе, между Балаклавским проспектом и Сумским проездом, были сломаны в конце 1970-х годов.
Битцевская фабрика работала в Чертанове Южном (бывшем Аннине) до середины 2000-х годов.
В 2004 году фабрика была переведена в город Калязин Тверской области.

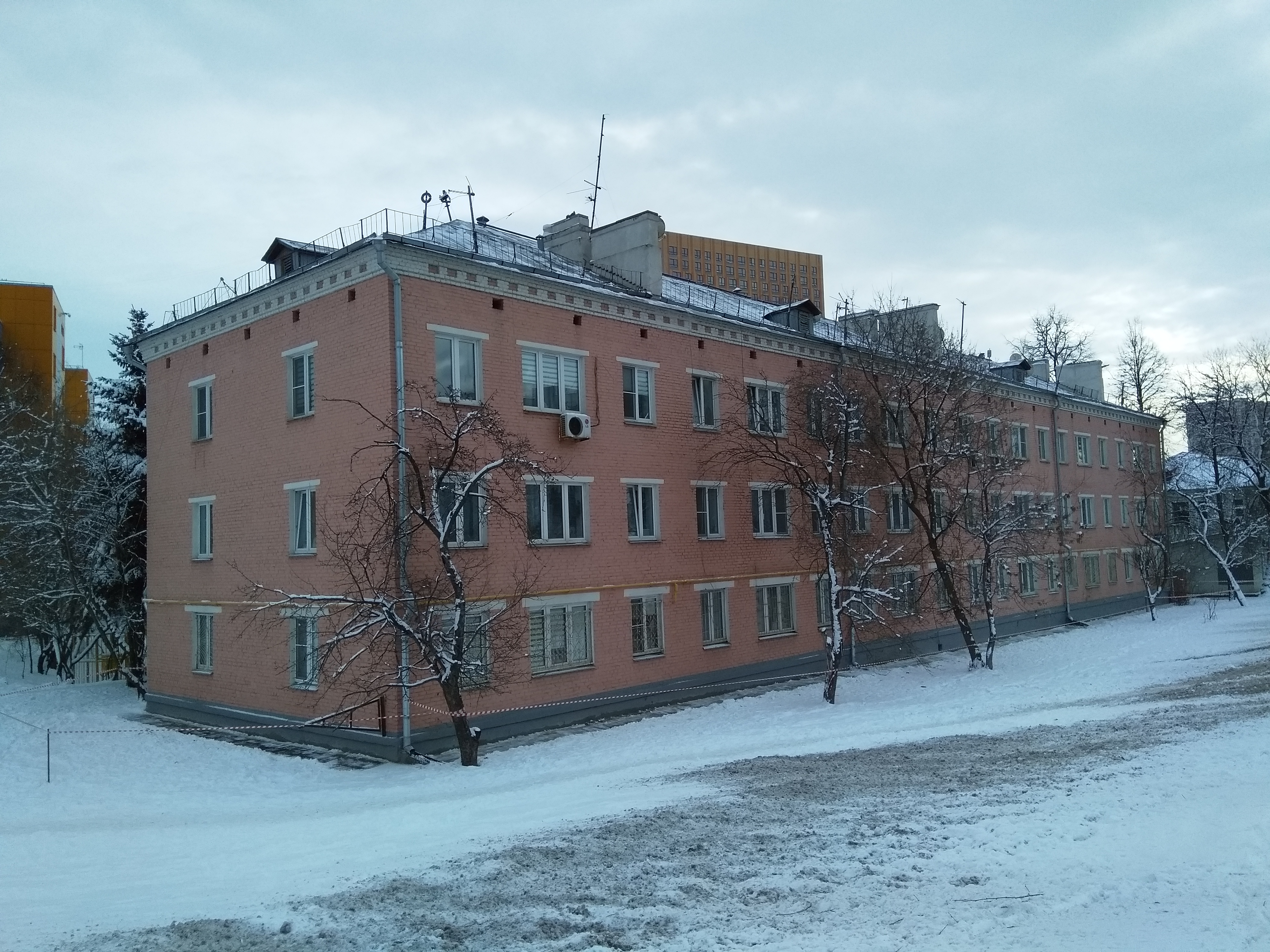
Жилой дом 1961 года, одно из старейших сохранившихся жилых зданий Чертанова
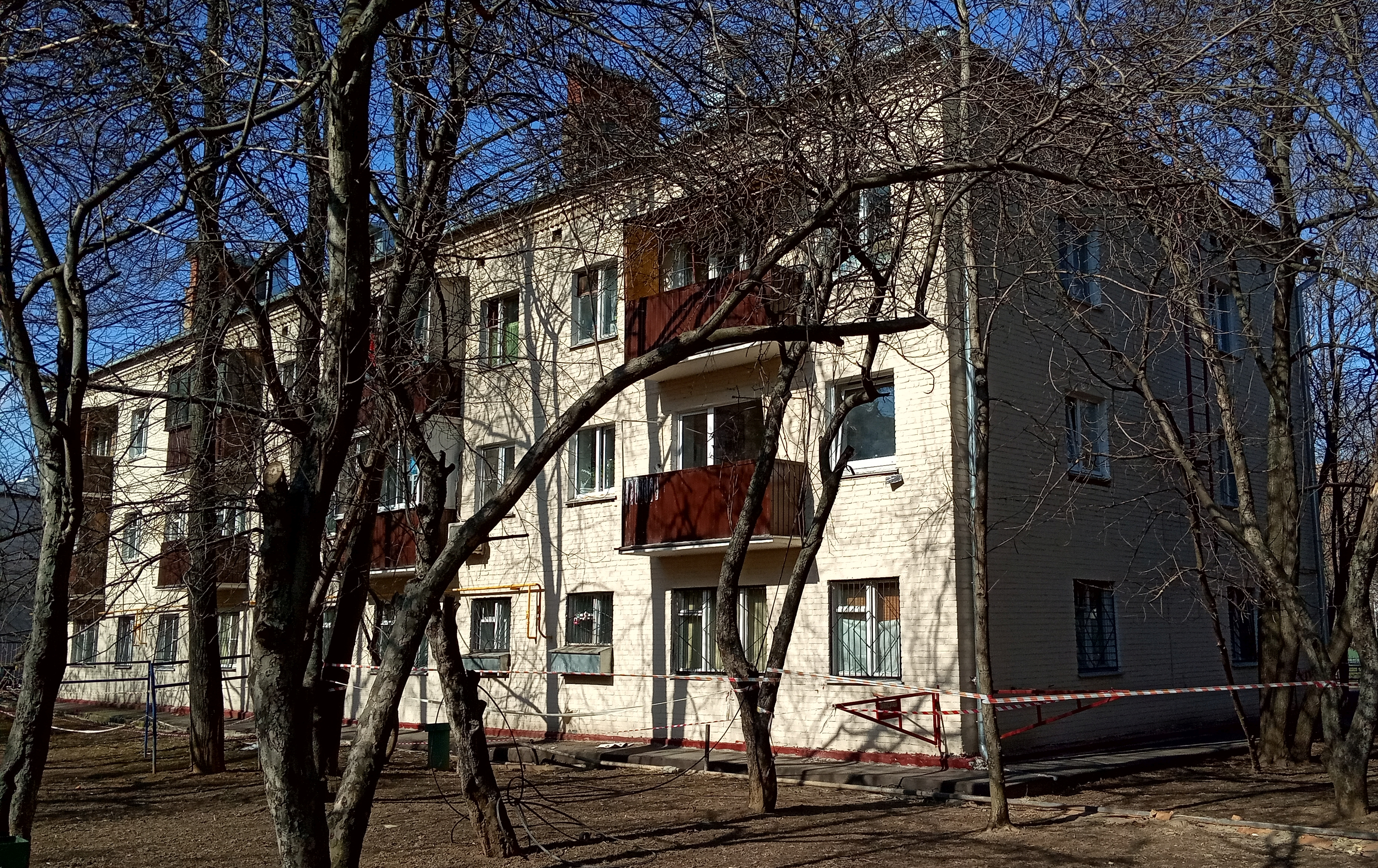
Жилой дом 1962 года, одно из старейших сохранившихся жилых зданий Чертанова
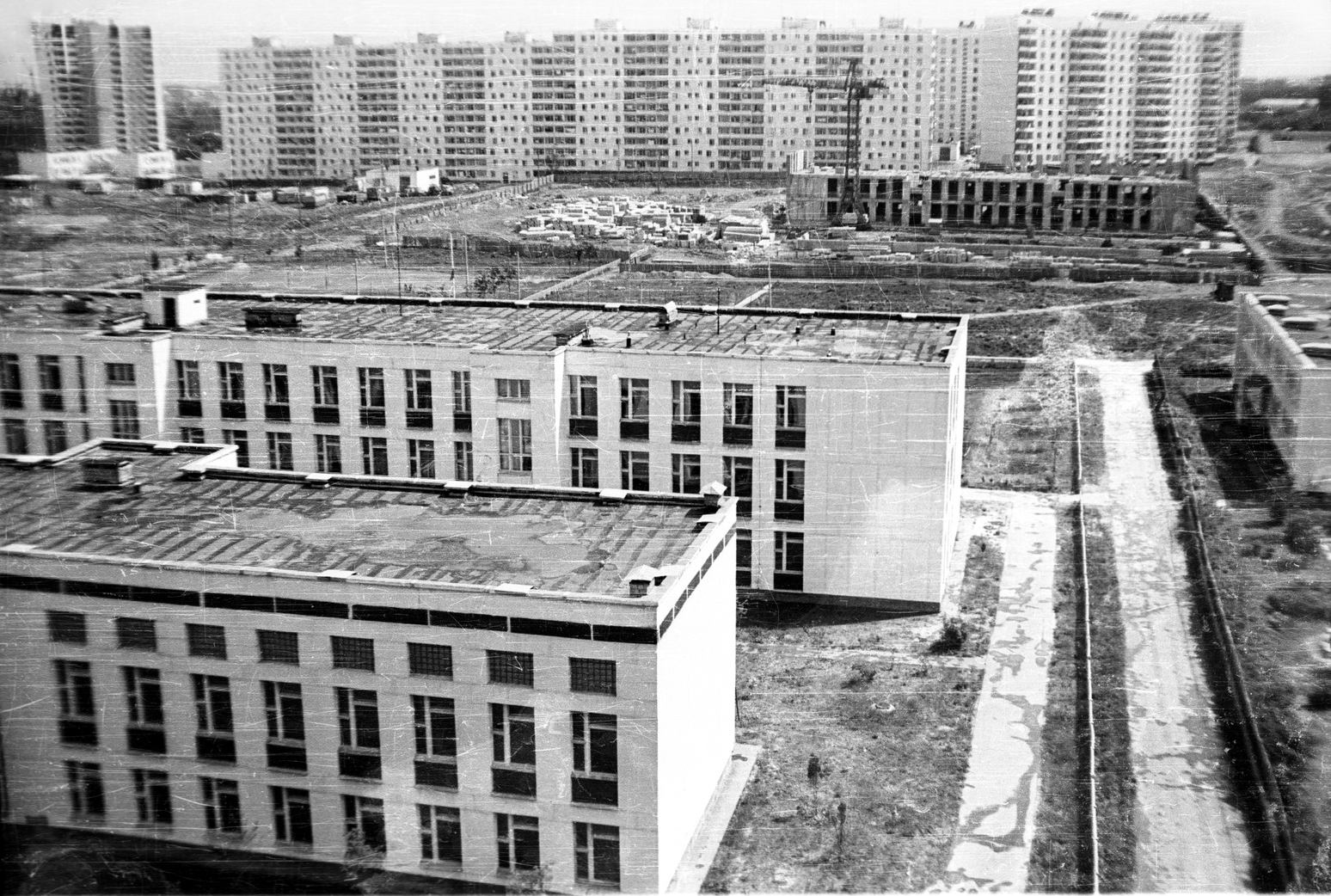
Школа № 856, 1976 год
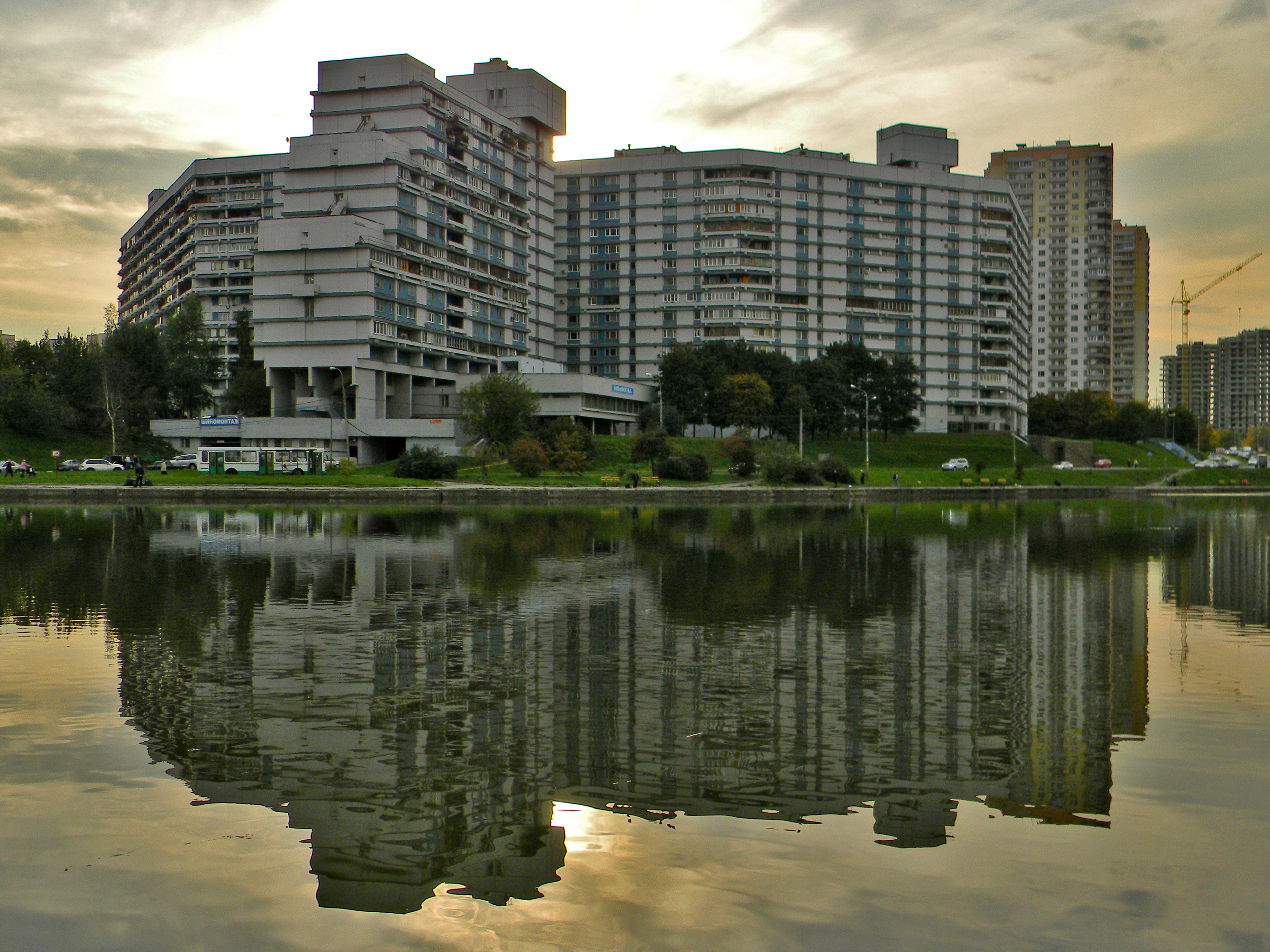
Микрорайон «Северное Чертаново»

## Территория

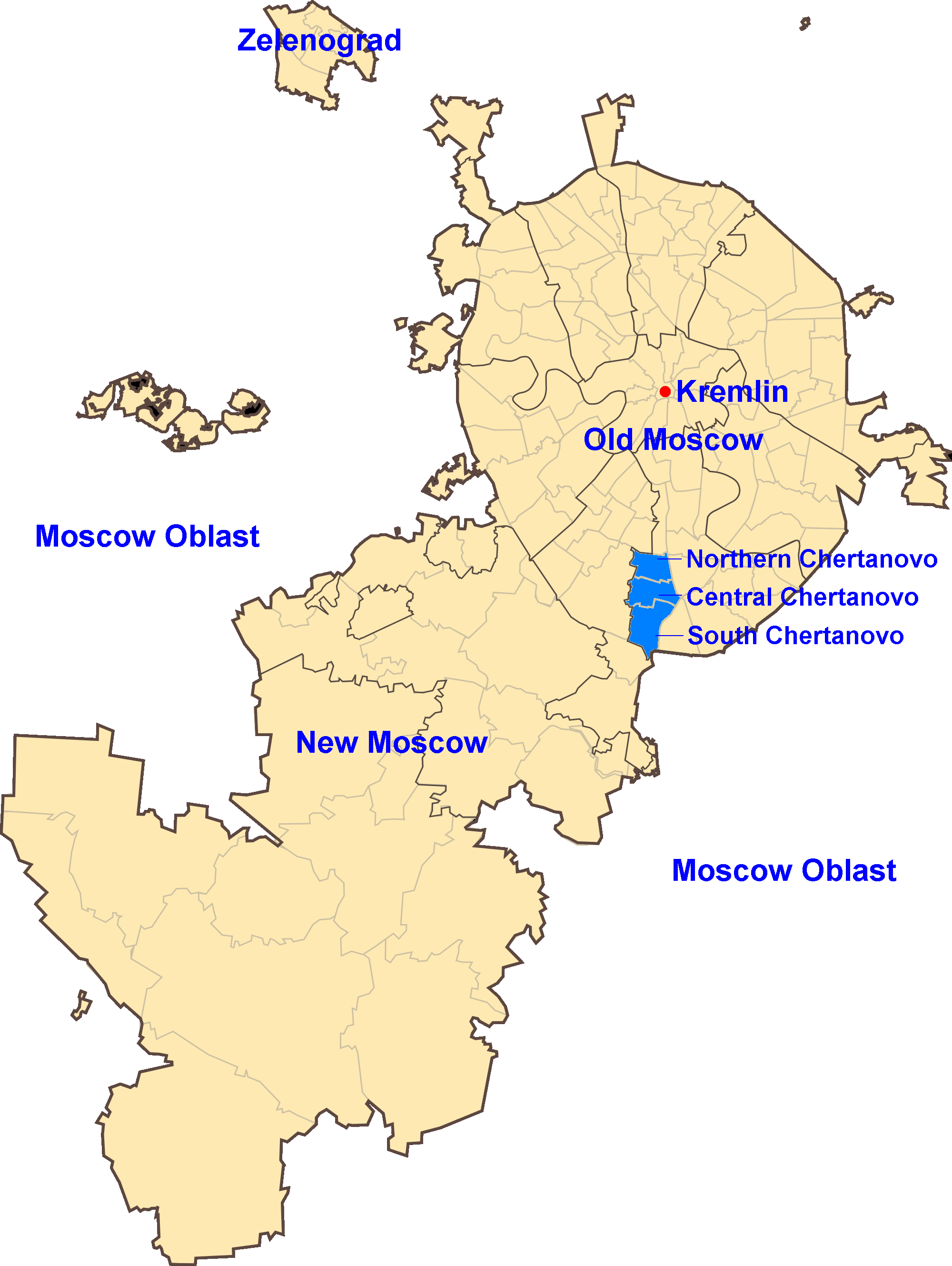
Районы Чертанова на карте Москвы

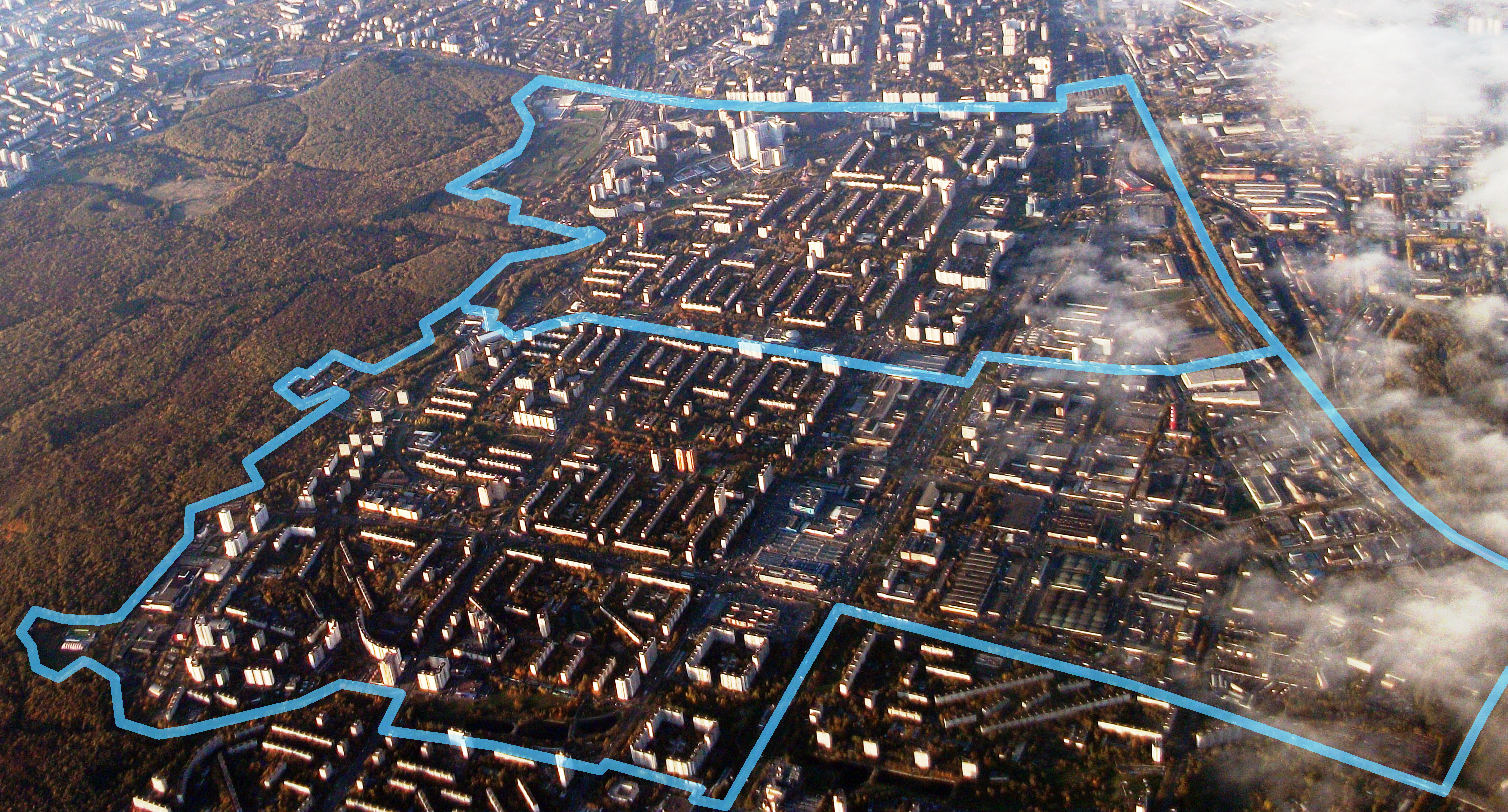
Границы районов Чертаново Северное и Чертаново Центральное

В советское время Чертаново входило в состав Советского района, а микрорайон Северное Чертаново и весь Битцевский лесопарк — в состав Севастопольского района города Москвы.
Границей Чертанова в настоящий момент принято считать линию, проходящую по восточной границе Битцевского лесопарка, Балаклавскому проспекту, железной дороге Павелецкого направления, железной дороге Курского направления, МКАД.
Границы районов Чертанова определены Законом города Москвы «О территориальном делении города Москвы» от 5 июля 1995 года (с изменениями на 8 мая 2024 года):
- Граница района Чертаново Северное проходит: по оси Днепропетровской улицы до границы владения № 12, на северо-запад по северной границе ОАО «Мосэнерго» до межевого знака № 1, далее на север вдоль лесной дорожки, по границе лесного массива природно-исторического парка «Битцевский лес», далее по западным границам конноспортивного комплекса «Битца», осям: Балаклавского проспекта, Варшавского шоссе, южной границе территории метродепо «Замоскворецкое» и оси 2-го Варшавского проезда, оси полосы отвода Павелецкого направления Московской железной дороги, по северной границе владения № 3 по Дорожной улице, по осям: проектируемого проезда № 262, Дорожной улицы, проектируемого проезда № 5150, Варшавского шоссе до Днепропетровской улицы.
- Граница района Чертаново Центральное проходит: по южным границам домовладений № 144 по Варшавскому шоссе и № 19 (корпус 2) по Кировоградской улице, далее по осям: Кировоградской улицы, Кировоградского проезда, Чертановской улицы, северной границе оврага реки Городни, пересекая овраг до межевого знака № 2, далее на запад по тальвегу оврага реки Городни, далее общим направлением на север по границе лесного массива природно-исторического парка «Битцевский лес», включая земельный участок ООО «Эллис-Транс» и прилегающую территорию, земельные участки владения № 13, ФСБ, земельный участок Дома социального обслуживания «Чертаново» (Психоневрологического интерната № 30), до межевого знака № 1, далее на восток по северной границе владения ОАО «Мосэнерго», на юго-восток по северо-восточной границе владения № 12, осям: Днепропетровской улицы, Варшавского шоссе, по осям проектируемого проезда № 5150 и улицы Дорожной, северной границе владения № 3 по Дорожной улице и оси проектируемого проезда № 262, осям полос отвода Павелецкого и Курского направлений Московской железной дороги, осям: улицы Подольских Курсантов и Варшавского шоссе до домовладения № 144 по Варшавскому шоссе.
- Граница района Чертаново Южное проходит: по границе города Москвы, далее по оси МКАД (исключая транспортную развязку Куликовской улицы), далее общим направлением на север по восточной границе лесного массива природно-исторического парка «Битцевский лес», по западной границе бывшего военного городка, западной и северной границам зоны отдыха «Зелёный Бульвар», на запад и северо-восток по тропе между лесной и озеленённой территориями, по восточной границе территории природно-исторического парка «Битцевский лес» до межевого знака № 2, северной границе оврага реки Городни, осям: Чертановской улицы, Кировоградского проезда и Кировоградской улицы, южным границам домовладений № 19 (корпус 2) по улице Кировоградской и № 144 по Варшавскому шоссе, осям: Варшавского шоссе, улицы Подольских Курсантов, оси полосы отвода Курского направления Московской железной дороги до границы города Москвы.

Флаги районов Чертанова

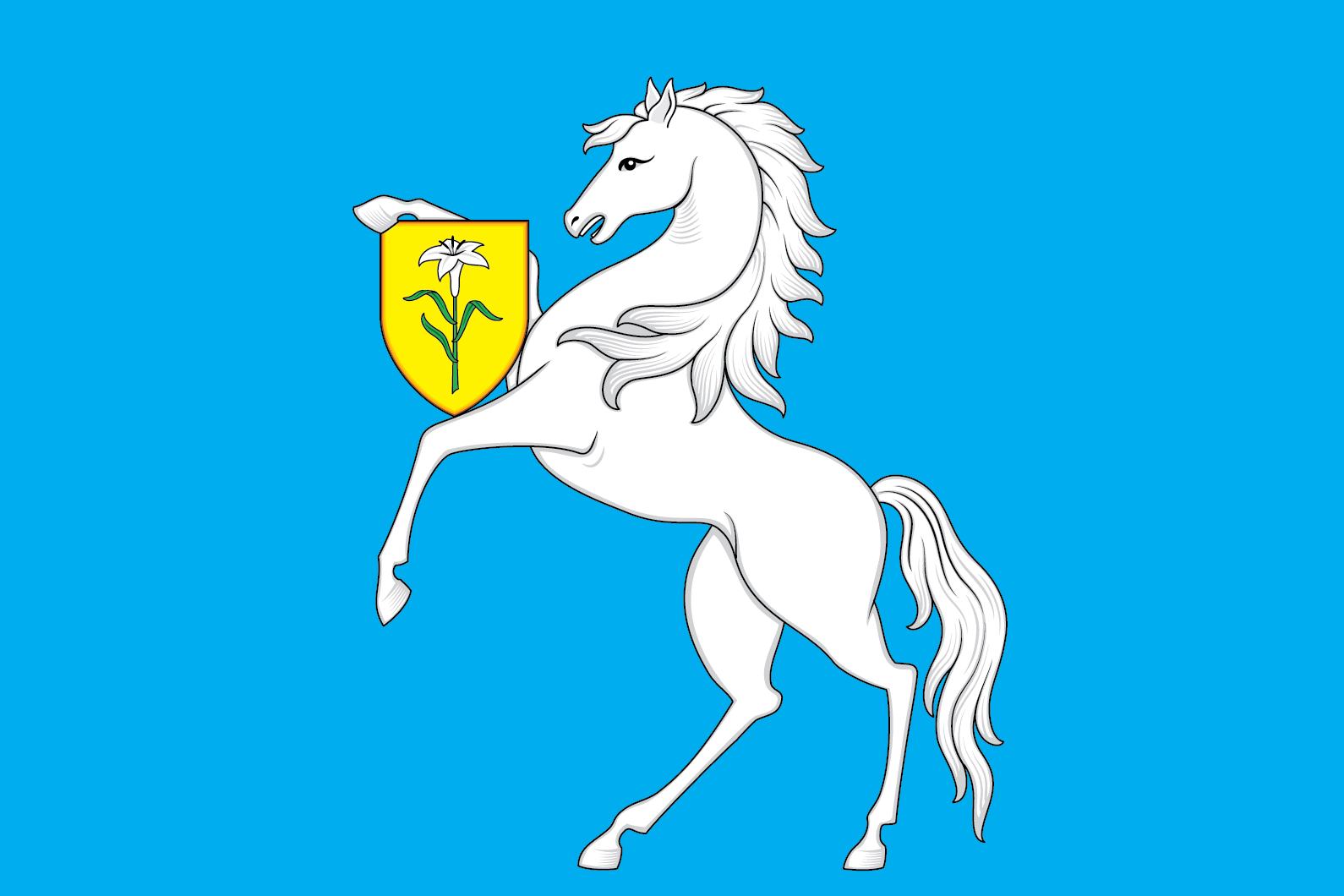
Чертаново Северное (описание)
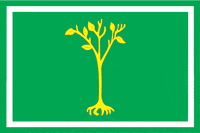
Чертаново Центральное (описание)
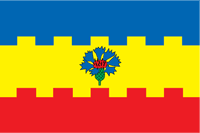
Чертаново Южное (описание)

Гербы районов Чертанова

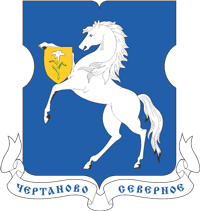
Чертаново Северное
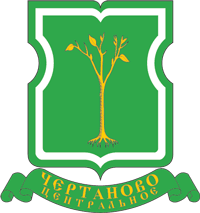
Чертаново Центральное
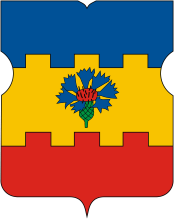
Чертаново Южное

## Транспорт

### Железнодорожный транспорт
- Остановочный пункт Павелецкого направления МЖД Чертаново (открыт в 1936 году)
- Станция МЦД-2 Курского направления МЖД Красный Строитель (открыта в 1929 году)
- Остановочный пункт МЦД-2 Курского направления МЖД Покровское (открыт в 1949 году, современное название с 1950 года)

### Станции метрополитена

#### Серпуховско-Тимирязевская линия
- Чертановская (открыта 8 ноября 1983 года)
- Южная (открыта 8 ноября 1983 года)
- Пражская (открыта 6 ноября 1985 года), построена при участии чехословацких архитекторов и инженеров[36]
- Улица Академика Янгеля (открыта 31 августа 2000 года)
- Аннино (открыта 12 декабря 2001 года)

#### Бутовская линия
- Лесопарковая (открыта 27 февраля 2014 года)[37]

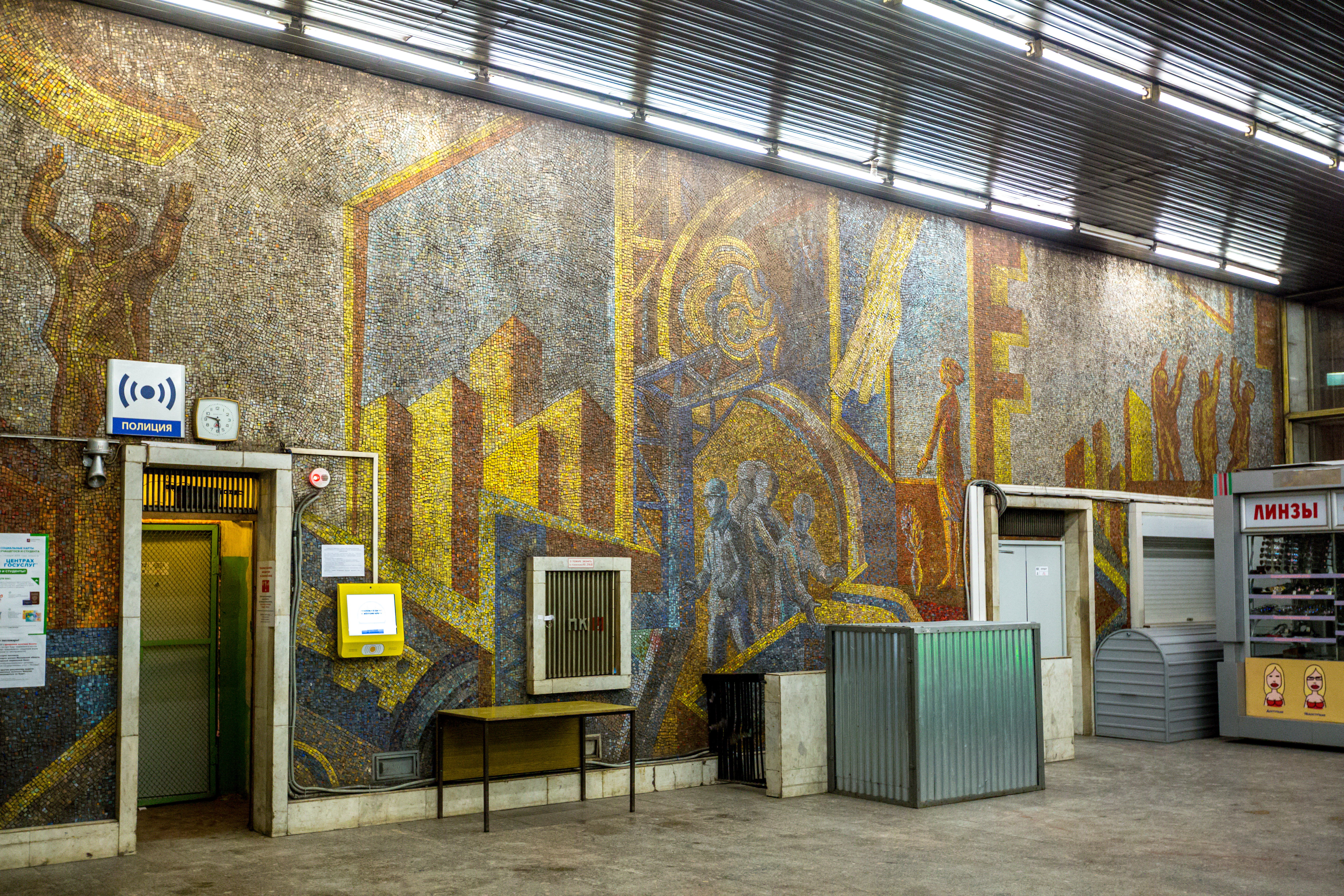
Мозаичное панно в южном вестибюле станции метро «Чертановская»
Коллаж, станция метро «Чертановская»
Мозаика в северном торце зала станции метро «Южная»
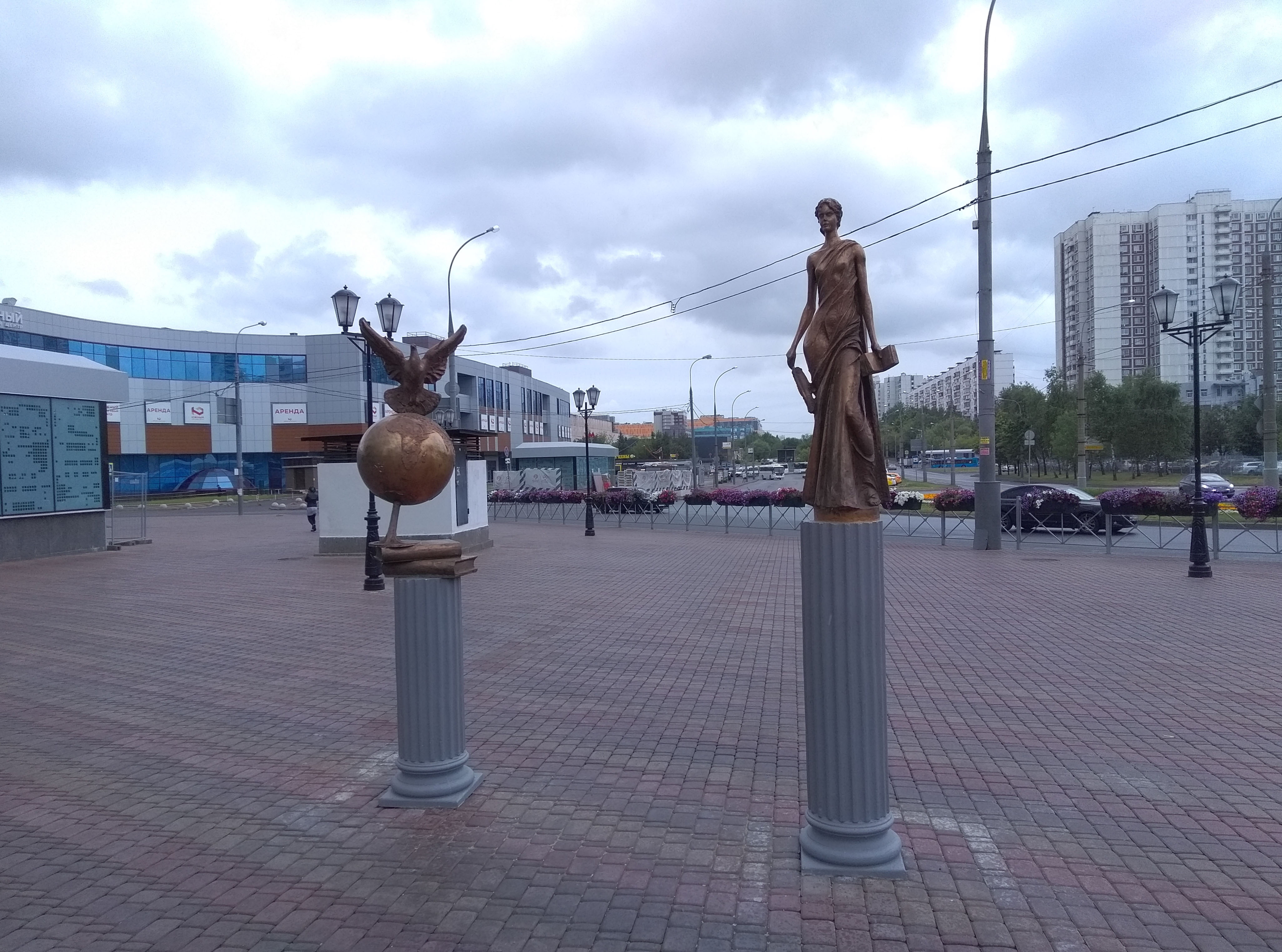
Скульптуры рядом со станцией метро «Южная»
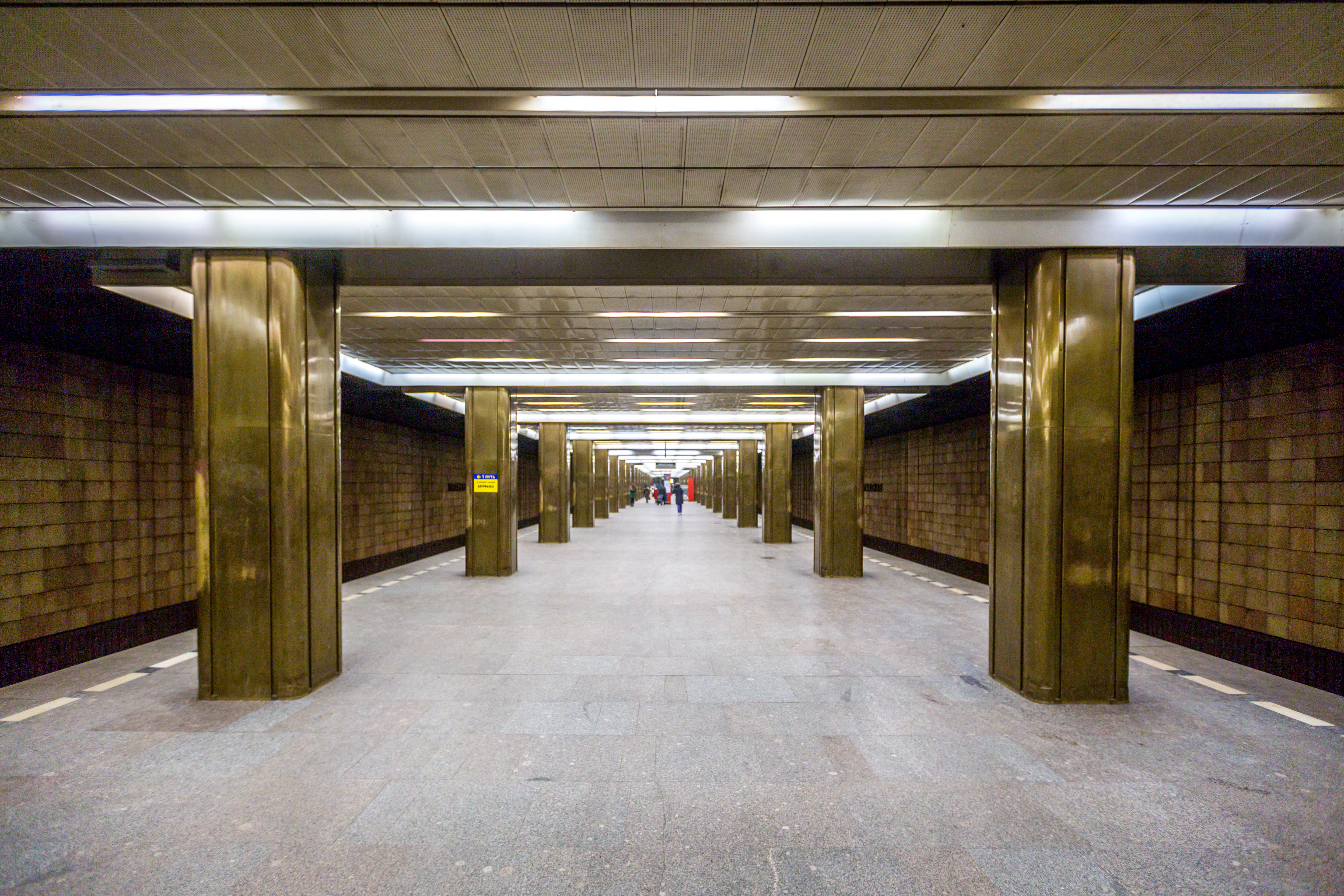
Станция метро «Пражская», построенная при участии чехословацких архитекторов и инженеров
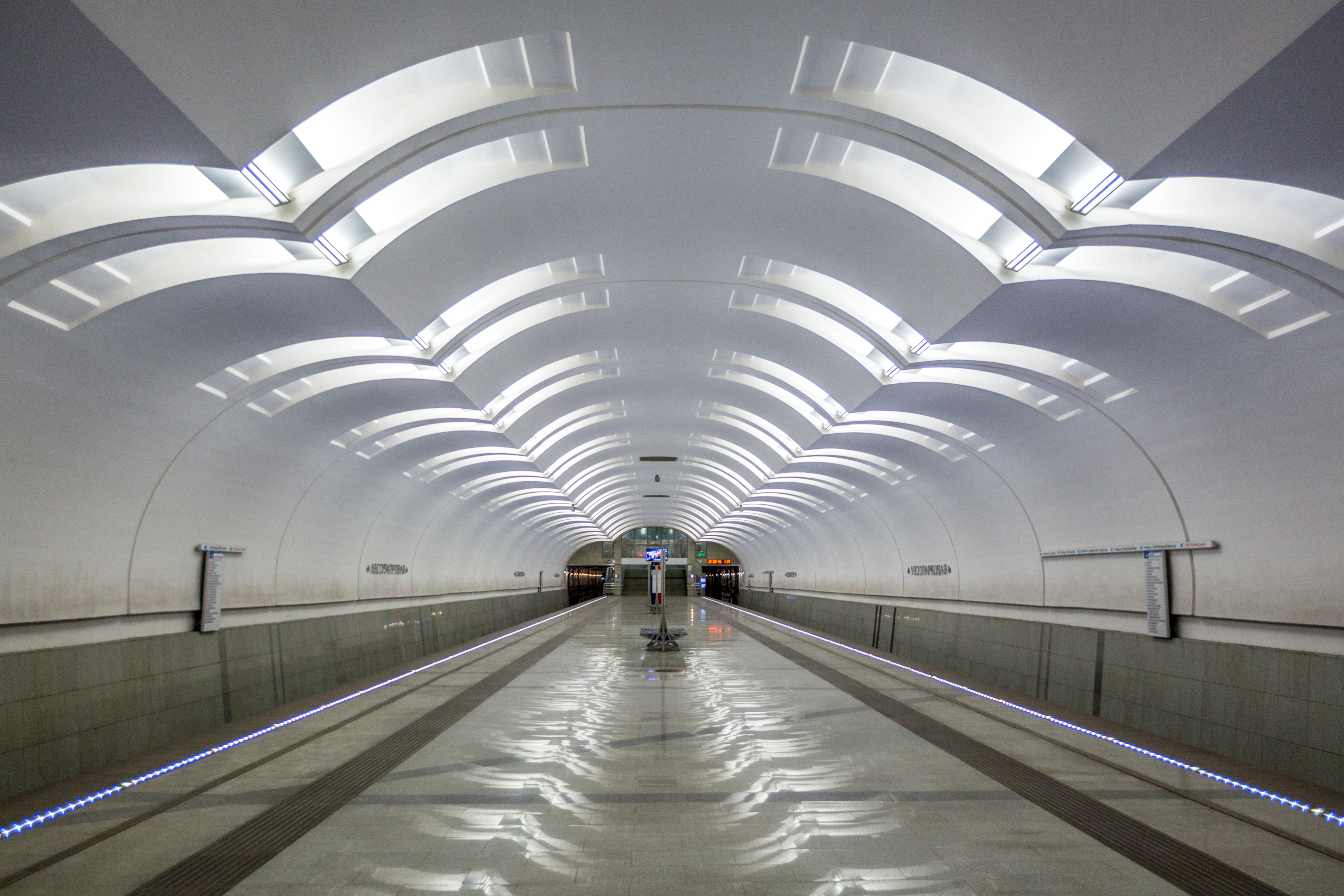
Станция метро «Лесопарковая»

### Наземный городской транспорт
- Автобусы: 938, 837, м97, с960, с929, с163, 968, 922, м84, м95, 990, 947, м84, с918, 852, е91, е99, н8
- Трамваи: 1, 3, 16.

В феврале 1969 года началось проектирование трамвайной линии от Балаклавского проспекта по Чертановской улице до улицы Сумской в новый жилой массив Чертаново. Строительство развернулось в декабре 1969 года, 1 января 1971 года было открыто движение по маршруту № 1 (Москворецкий рынок — улица Красного Маяка). Эта линия связала станцию метро «Каховская» с новым жилым массивом. В 1971—1972 годах эта линия была продолжена внутри Чертановского массива до улицы Академика Янгеля, 1 февраля 1973 года трамваи маршрута № 1 начали курсировать до нового конечного пункта.
На заседании 21 августа 2014 года Градостроительно-земельная комиссия города Москвы одобрила проект планировки территории транспортно-пересадочного узла «Улица Академика Янгеля» (ЮАО) в целях проведения публичных слушаний. Проект предусматривал продление трамвайной линии на участке от улицы Чертановская до улицы Дорожная, строительство разворотного трамвайного круга на пересечении улиц Россошанская и Дорожная, демонтаж трамвайных путей разворотного кольца на пересечении улиц Чертановская и Академика Янгеля. Жители жилых домов, расположенных рядом с границами проекта планировки ТПУ «Улица Академика Янгеля», выступили резко против. В результате Совет депутатов муниципального округа Чертаново Южное отклонил проект.
29 сентября 2018 года на маршрут № 1 вышли новые низкопольные трамваи Витязь-М.
В 1975 году троллейбусная сеть была продлена по Варшавскому шоссе до современных границ района Чертаново Южное. Троллейбусы ходили по маршруту от Велозаводской до Россошанской улицы. 11 июня 2020 года троллейбусный маршрут № 40 заменён автобусами, а в перспективе — электробусами.

## Улицы

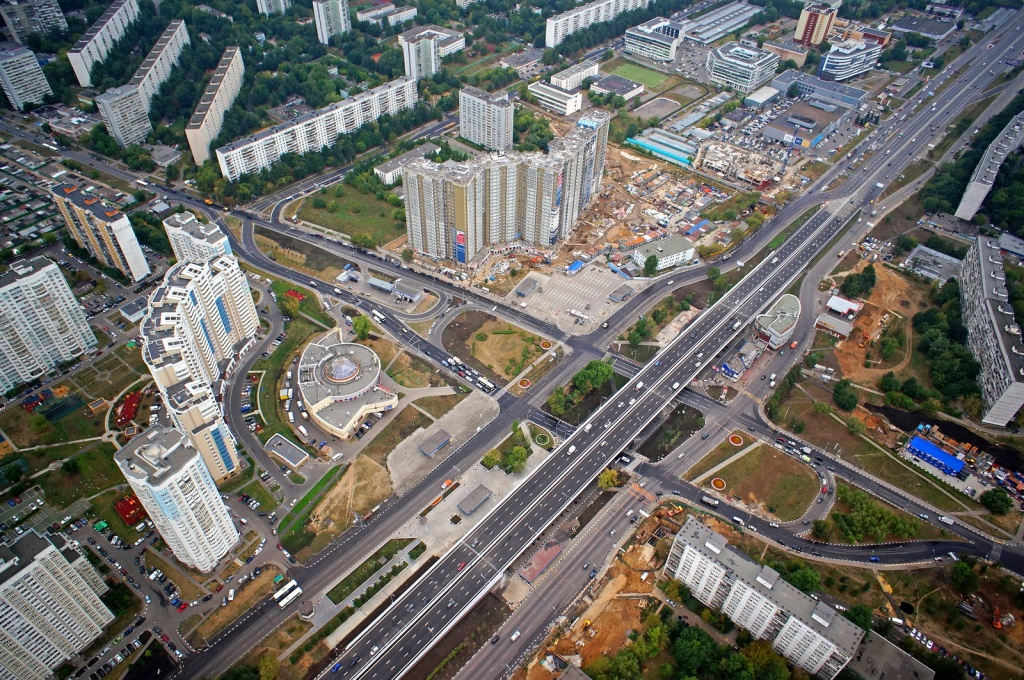
Пересечение Варшавского шоссе и улицы Академика Янгеля

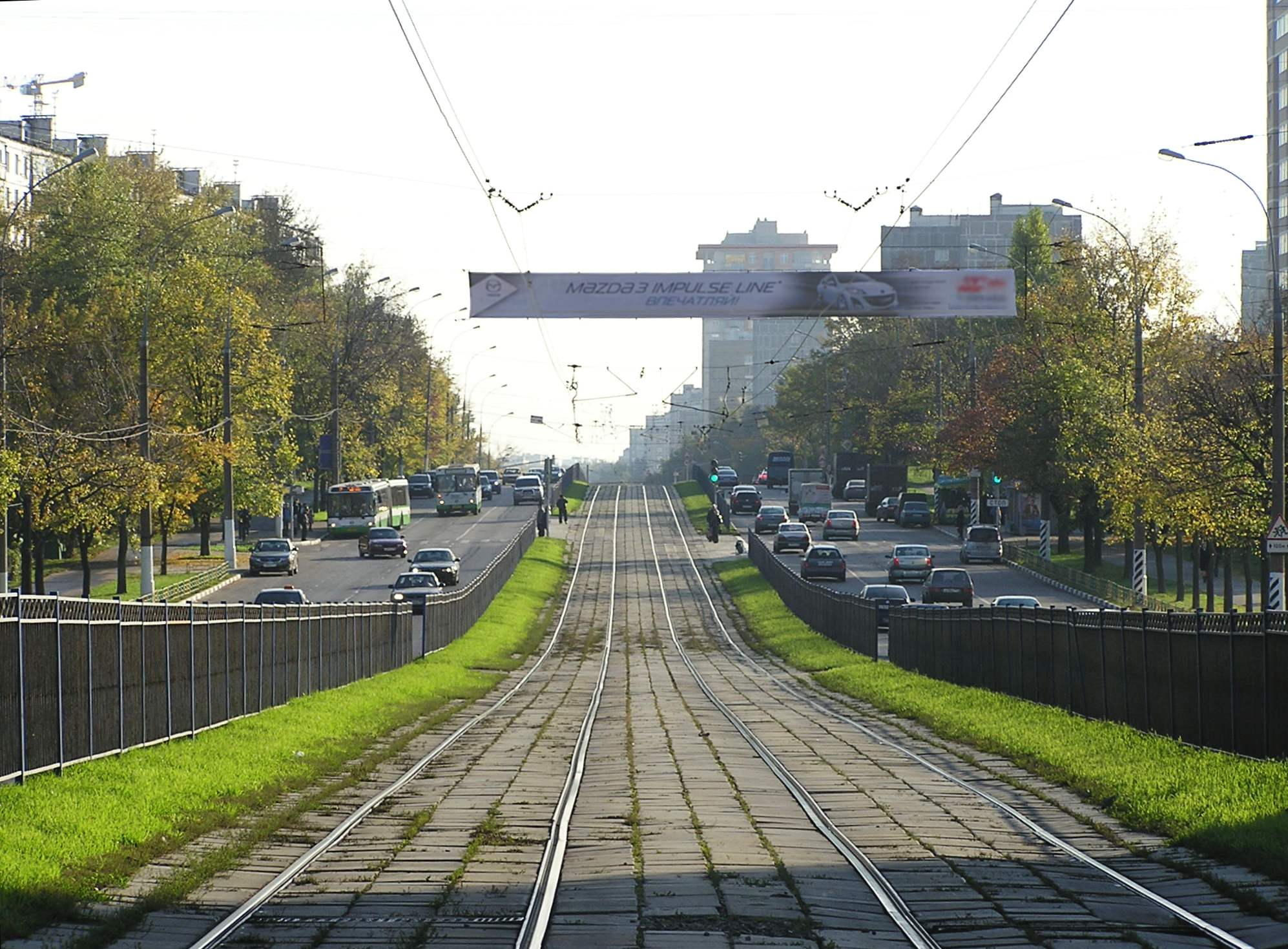
Чертановская улица

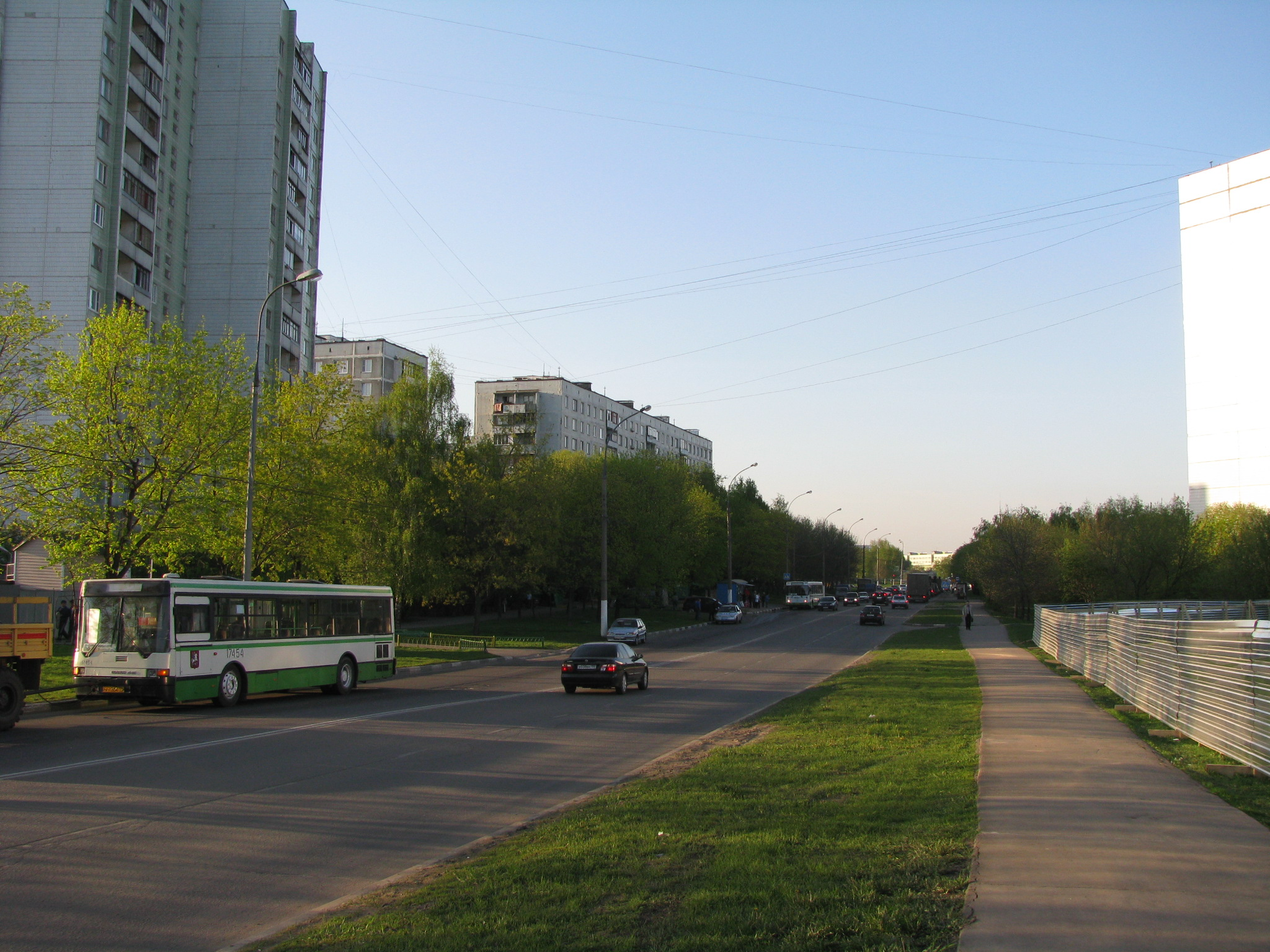
Дорожная улица

Три основные улицы пересекают Чертаново с севера на юг: Варшавское шоссе, Чертановская и Дорожная улицы. Северная граница Чертаново проходит по Балаклавскому проспекту, южная — по МКАД.
В скобках указана дата официального присвоения улице названия:
- Академика Янгеля улица (1972)
- Балаклавский проспект (29.04.1965)
- Битцевский проезд (2015)
- Варшавское шоссе (1950)
- Газопровод улица (1930-е)
- Днепропетровская улица (3.09.1968)
- Днепропетровский проезд (1972)
- Дорожная улица
- Дорожный 1-й проезд (23.12.1971)
- Дорожный 3-й проезд (23.12.1971)
- Кировоградская улица (3.09.1968)
- Кировоградский проезд (23.12.1971)
- Кирпичные Выемки улица (1930-е)
- Красного Маяка улица (2.12.1969)
- Маршала Батицкого улица (15.09.2020)
- Московская кольцевая автомобильная дорога (МКАД) (1962)
- Мосстройпуть улица (1938)
- Подольских Курсантов улица (9.08.1989)
- Покровская 1-я улица (1968) (к улице сейчас не приписаны никакие дома и на многих картах она отсутствует, проходит через дворовые территории)
- Покровская 2-я улица (1968)
- Проектируемый проезд № 4578
- Проектируемый проезд № 5150
- Проектируемый проезд № 5464
- Проектируемый проезд № 6693А и Б
- Россошанская улица (1969)
- Россошанский проезд (1971)
- Сумская улица (24.12.1968)
- Сумской проезд (24.12.1968)
- Чертановская улица (24.12.1968)

Переименования улиц:
- Дорожный 2-й проезд (23.12.1971) — Подольских Курсантов улица (9.08.1989)
- Октябрьская улица — Покровская 2-я улица (1968)
- Советская улица — Покровская 1-я улица (1968)
- Южная улица — Покровская 3-я улица (1968)
- Школьная улица — Покровская 4-я улица (1968)
- шоссе Кашира-Рублёво — Балаклавский проспект (29.04.1965)
- Серпуховское шоссе — Варшавское шоссе (1950)
- Проектируемый проезд № 6281 — Битцевский проезд (2015)

Исчезнувшие улицы:
- Покровская 3-я улица (1968)
- Покровская 4-я улица (1968)

## Особенности архитектуры
- Самое длинное здание района расположено по адресу: Варшавское шоссе, 125[43]. Его длина между 2 крайними точками дуги составляет 735 метров. В здании располагается Научно-исследовательский центр электронно-вычислительной техники (НИЦЭВТ). Ранее там также располагалось НПО «Персей». В настоящее время значительная часть площадей сдаётся в аренду разным организациям.
- «Битца» является крупнейшим в Европе конноспортивным комплексом, расположенным в черте города[44].
- Станция метро «Пражская» построена совместными усилиями советских и чехословацких метростроителей и стала своеобразным уголком Праги в Москве. Станция напоминает пражские станции метро[36].
- Пешеходный мост около платформы «Чертаново» является первым в России мостом с цельнокомпозитными пролётными строениями[45].
- На фасаде Московского центра боевых искусств «Варшавка SKY» (Варшавское шоссе, вл. 118, корп. 1) было расположено самое большое в мире трёхпозиционное рекламное панно — 348 квадратных метров[46].

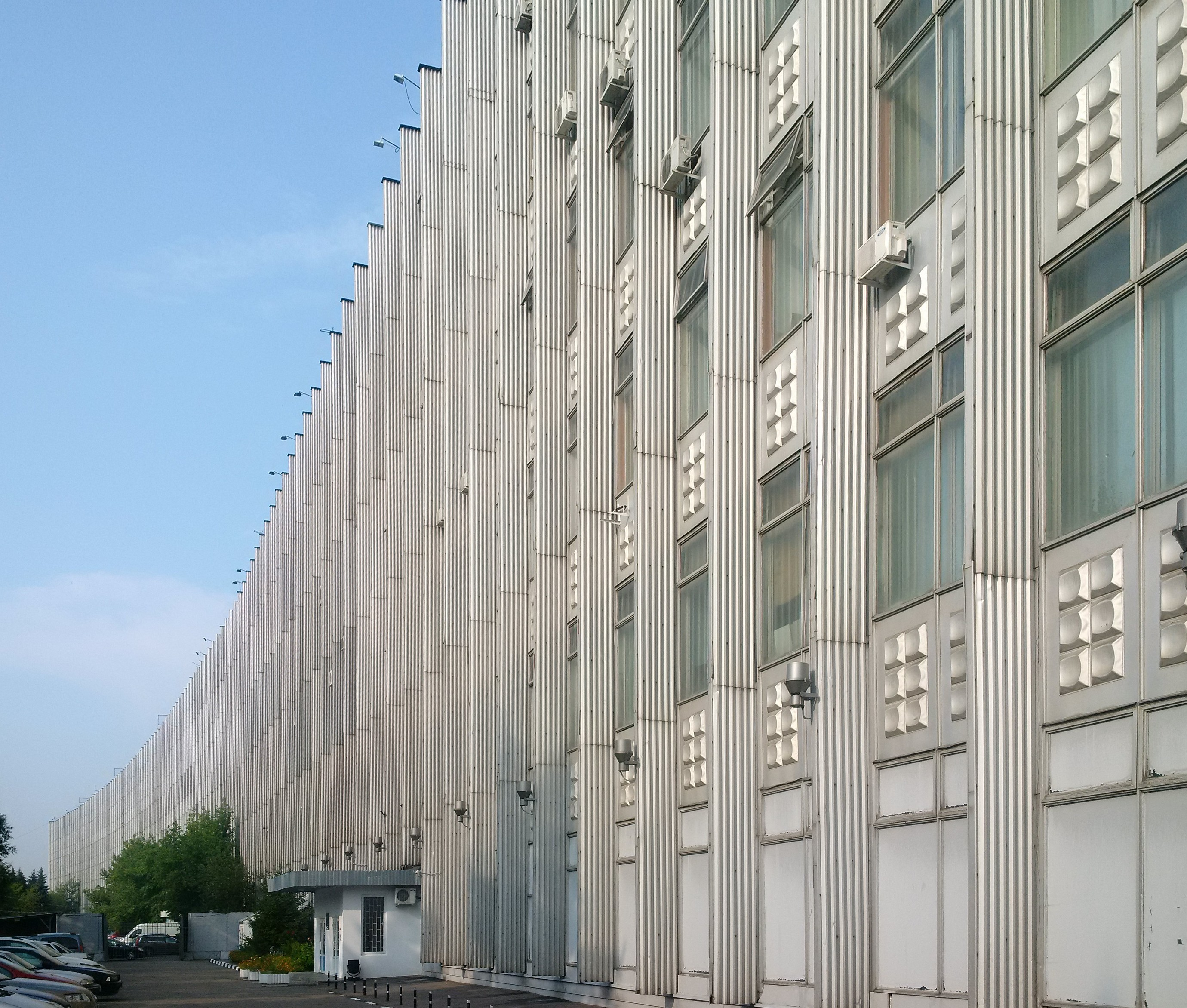
Здание НИЦЭВТ
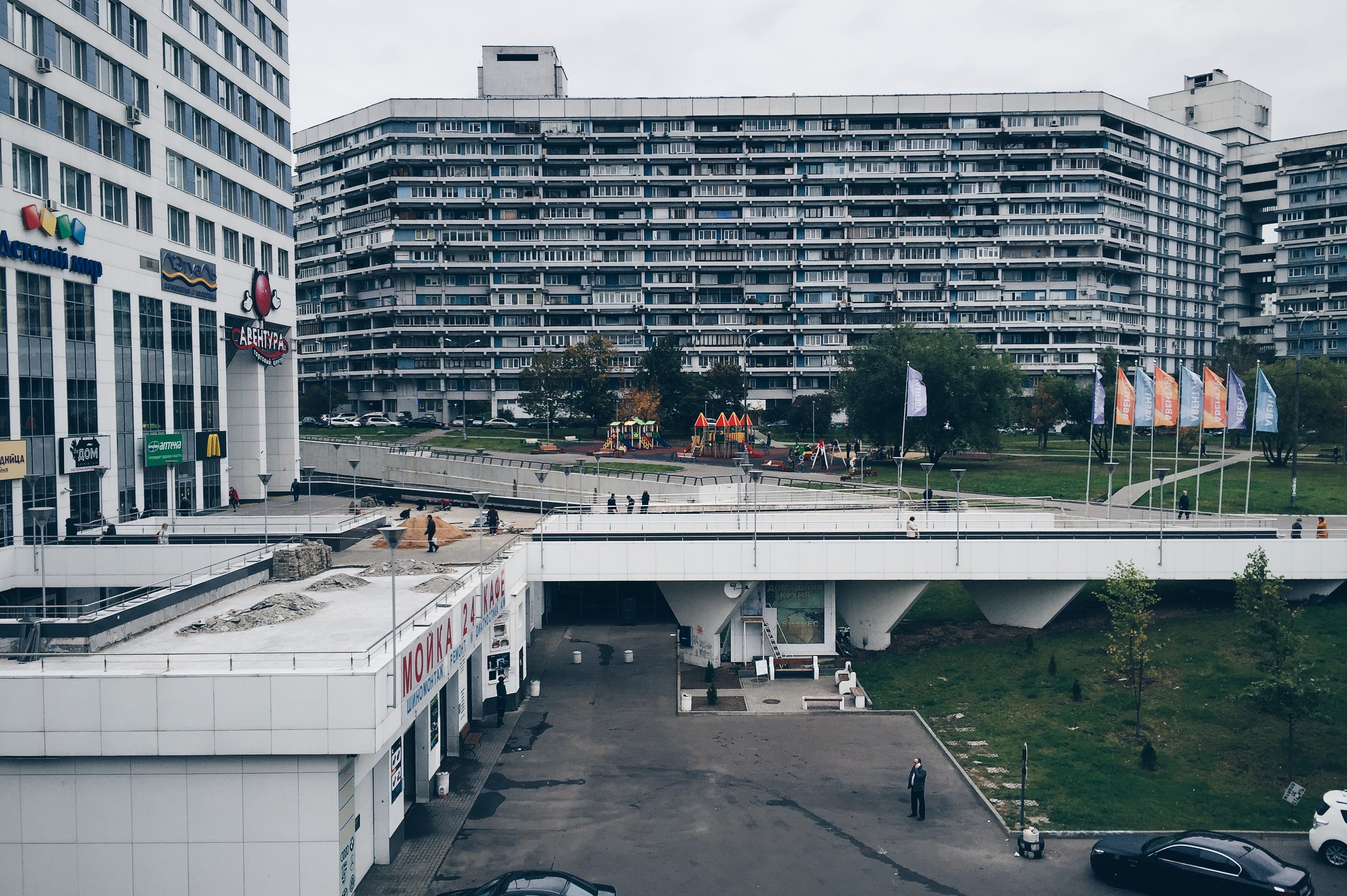
Микрорайон «Северное Чертаново»
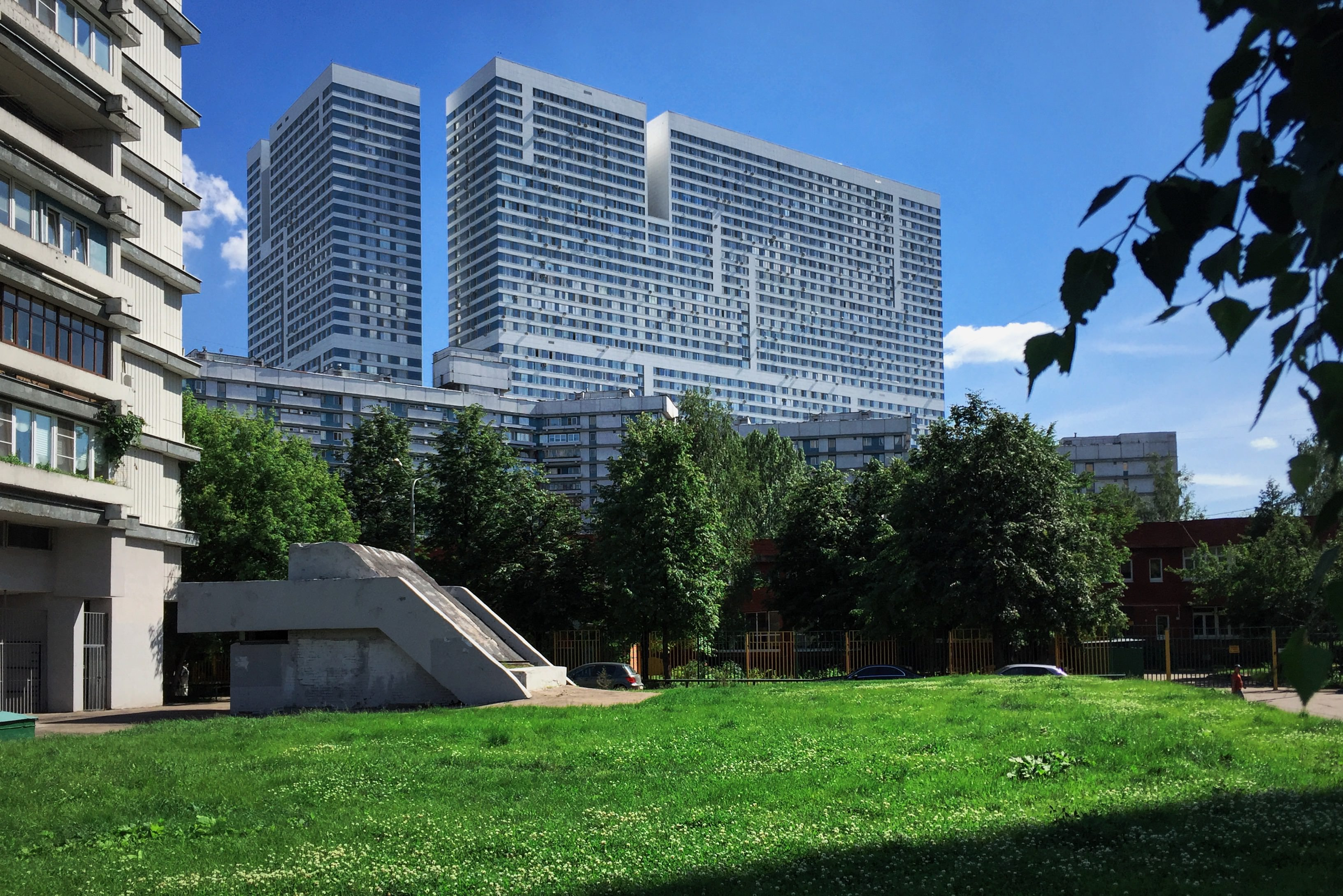
ЖК «Авеню 77» в микрорайоне «Северное Чертаново», самые высокие здания Чертанова

## Культура

### Кинотеатры
- Кинотеатр сети «Киномакс», ул. Кировоградская, д. 13А, ТРЦ «Columbus», 4 этаж. Открыт в 2015 году.
- Кинотеатр сети «Синема Парк», ул. Днепропетровская, д. 2, ТК «Глобал Сити»). Открыт в конце апреля 2007 года. Закрыт в мае 2022 года.
- Кинотеатр «Атлантис Кино», Варшавское ш., д. 160, ТРК «Галерея Атлантис». Открыт в 2021 году.
- Кинотеатр сети «Формула Кино», мкр. Северное Чертаново, 1А, стр. 2, ТРК «Авентура». Закрыт в августе 2023 года.
- Небольшой 5D-кинотеатр «Пятое измерение», Россошанский проезд, 3. Оборудован подвижными креслами и экраном с объёмным изображением.

### Театры
- Театр «Малая драматическая труппа». Сумской проезд, 6А. В 2007 году после генеральной реконструкции театр открыл 19-й сезон. В настоящее время театр прекратил существование.
- Детская театральная студия «Я — Актёр!», Чертановская ул., 32, стр. 3. Занятия проходят по субботам.

### Памятники

Памятник погибшим лётчикам

- Памятник погибшим лётчикам во дворе по Кировоградской улице — «Учебный аэродром (фрагмент) в Чертаново»[47]. В 1968 году между первым и вторым корпусами дома номер 10 при земляных работах были найдены части самолёта, личные вещи членов экипажа и останки лётчика. В 1970 году был поставлен памятник, посвящённый лётчикам бомбардировщика СБ 173-го авиаполка 77 АД ВВС КА, погибшим 12 октября 1941 года. Экипаж — командир, лейтенант Юрий Петрович Тихомиров (род. 1919), лётчик-наблюдатель, лейтенант Алексей Яковлевич Ончуров (род. 1918), стрелок-радист, сержант Павел Александрович Ворона (род. 1919)[48].
- «Интеркосмос» — монумент у станции метро «Пражская», композиция, посвящённая первому советско-чехословацкому космическому экипажу. Символизирует дружбу между СССР и Чехословакией.
- Монументы в Парке 30-ти летия Победы: памяти детей-узников фашистских концлагерей (1992), ДОТ (Долговременная огневая точка) (1997, воссозданный фрагмент второй линии обороны Москвы, проходившей недалеко от территории парка), экспозиция из артиллерийских орудий — советской зенитной пушки 52-К и 75-мм немецкого противотанкового орудия PaK 40 (1998), танка Т-64А (2019), монумент со словами: «Никто не забыт, ничто не забыто» художника Владимира Бодрягина (2004)[49]. Автором памятника детям-узникам фашистских концлагерей стал Виктор Бирюков — сын бывшей узницы лагеря смерти Дахау. 8 мая 2014 года памятник был открыт в обновлённом виде: большая гранитная плита с надписью «Детям-узникам фашистских лагерей», язык пламени из красного гранита с датами «1941–1945» и фонтан, символизирующий слёзы узников концлагерей. К памятнику регулярно приносят цветы, венки и детские игрушки[50].
- Памятник в честь женщин-героев обороны Москвы, которые в годы Великой Отечественной войны создавали оборонительные рубежи в Москве и Подмосковье. Автором монумента стал скульптор Виктор Грищенко. Памятник представляет собой бронзовую скульптуру женщины, голову которой покрывает платок, она одета в телогрейку и валенки, и держит в руках кирку. На руках женщины тяжёлые рукавицы, её взгляд отражает стойкость и мужество. За фигурой установлены плиты с датами «1941» и «1942», а также картой размещения линий обороны Москвы на территории Битцевского леса. Памятник открыт 8 сентября 2016 года. Расположен на Чертановской улице между домами № 32 и 34, напротив Красного пруда[51].

## Религия

### Храмы
В районе имеются 7 православных храмов. Храмы входят в состав Донского благочиния Московской городской епархии Русской православной церкви.
Чертаново Северное
- Храм иконы Божией Матери «Державная». Деревянная церковь 1997 года в традициях северного зодчества[8], Чертановская улица, вл. 2, корп. 2 и кирпичный шатровый храм 2013 года, Чертановская улица, вл. 2, корп. 2, строение 1[53].
- Строящийся храм в честь иконы Божией Матери «Нечаянная Радость» в Чертанове, Днепропетровская улица, вл. 4а. С 2016 года действует временный храм. В 2017 году при храме учреждено патриаршее подворье. Действует детский клуб[54].

Чертаново Центральное
- Храм Троицы Живоначальной в Чертанове, Днепропетровская улица, 16 «Б». Деревянная церковь 2004 года. В 2012 году началось строительство нового храмового комплекса[55][56]. Небольшое здание под восьмигранным шатром возведено по образцам зодчества Русского Севера. В храме хранятся списки иконы Божией Матери «Толгская» в ризе XVIII века с частицей ризы Божией Матери и иконы Божией Матери «Владимирская» конца XVII века, также в ризе. В честь Толгской иконы освящён Толгский (северный) придел. По словам настоятеля храма священника Константина Сопельникова, 24 июля 2007 года, во время чтения Акафиста Божией Матери перед Толгской иконой в храме произошло чудо — обновление иконы. Ежегодно 21 августа в храме совершается торжественное богослужение, посвященное Толгской иконе. При храме действует семейная воскресная школа. Духовенство и приход храма ведут духовно-просветительскую работу в детских учреждениях, а также в Психоневрологическом интернате № 30[57].
- Храм мученика Трифона при психоневрологическом интернате № 30 в Чертанове 1994 года, Днепропетровская улица, 14. Домовый храм. Приписной к приходу храма Живоначальной Троицы в Чертанове[58][59].
- Храм святителя Киприана, митрополита Московского 2014 года, улица Красного Маяка, 30. Храм введён в эксплуатацию в августе 2022 года[60][61][62].

Чертаново Южное
- Храм Покрова Пресвятой Богородицы на Городне 1722 года, улица 2-я Покровская, 24 а. Старейший существующий храм и единственный сохранившийся памятник истории и архитектуры Чертанова[63].
- Храм царя страстотерпца Николая II в Аннино (заложен в 2013 году), Варшавское ш., 160 А[64].

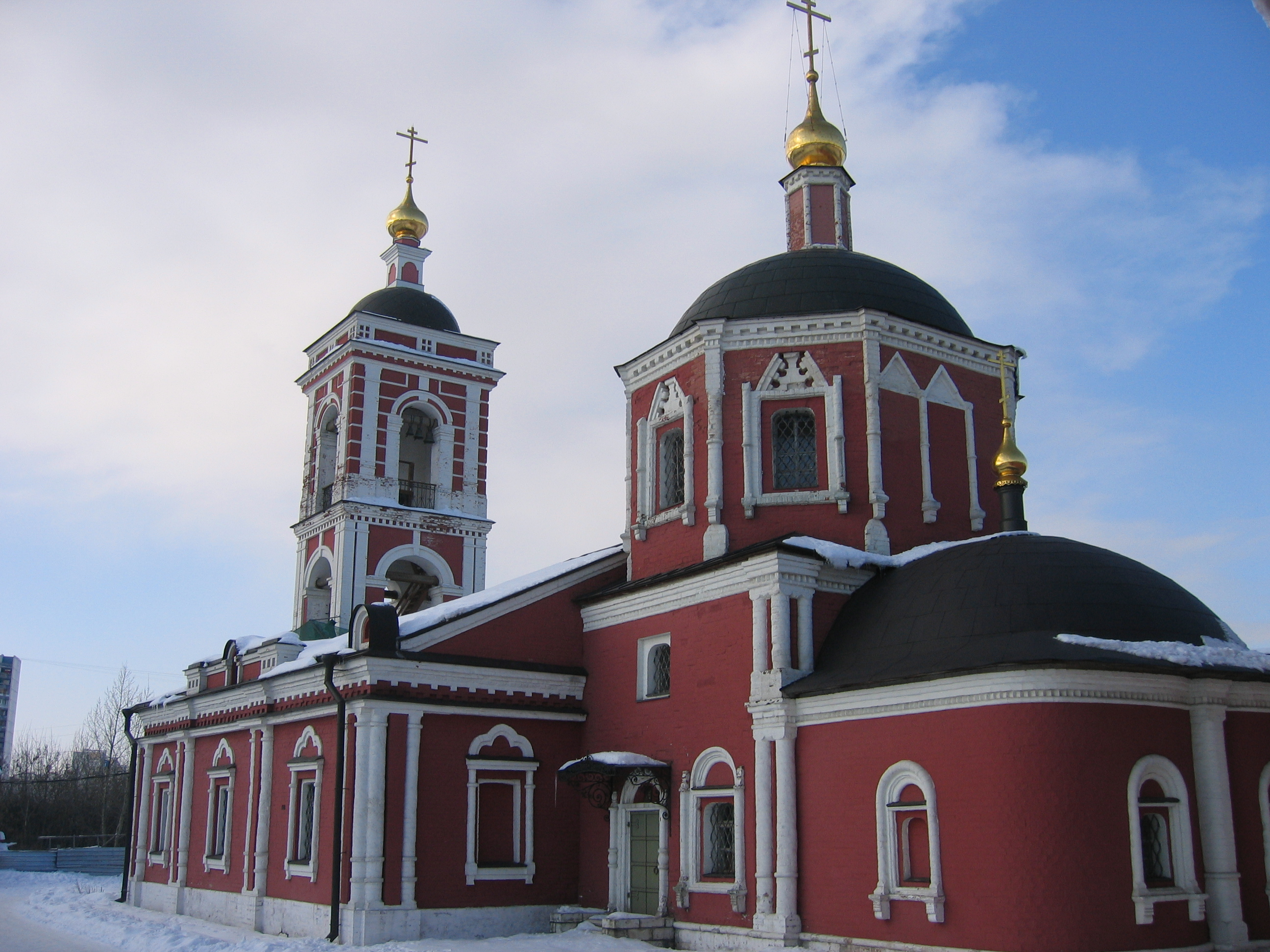
Храм Покрова Пресвятой Богородицы на Городне (1722)
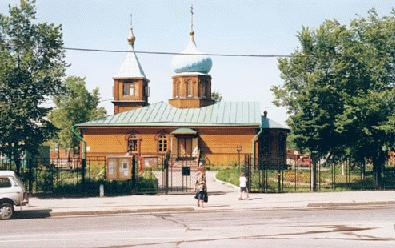
Храм иконы Божией Матери «Державная» — деревянная церковь (1997)
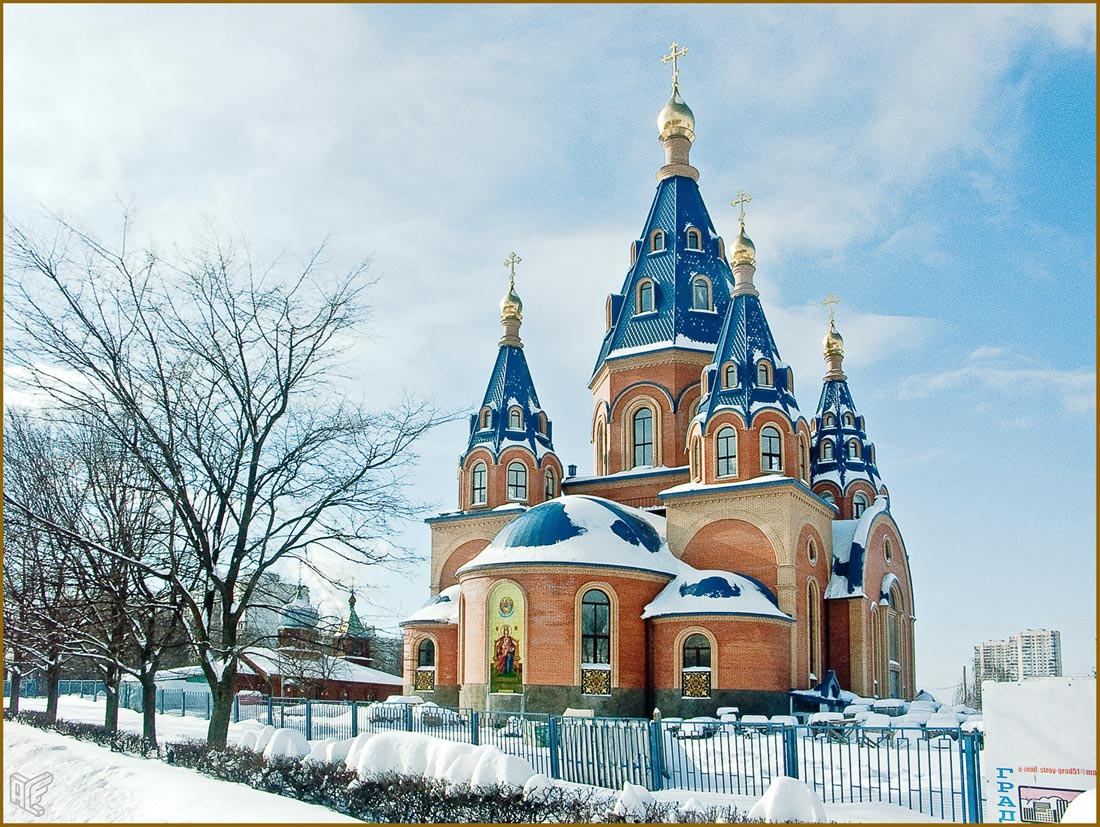
Храм иконы Божией Матери «Державная» — кирпичная церковь (2013)
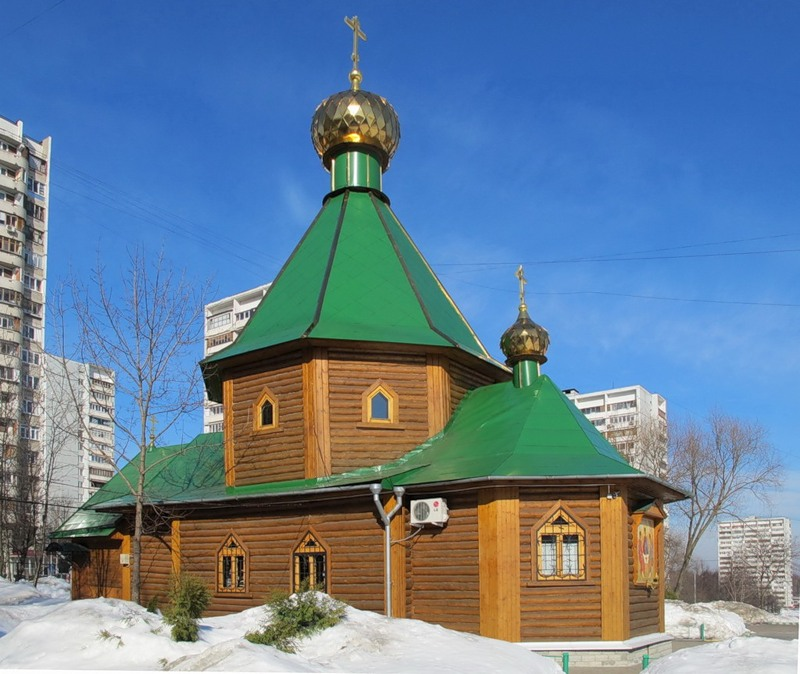
Храм Троицы Живоначальной (2004)
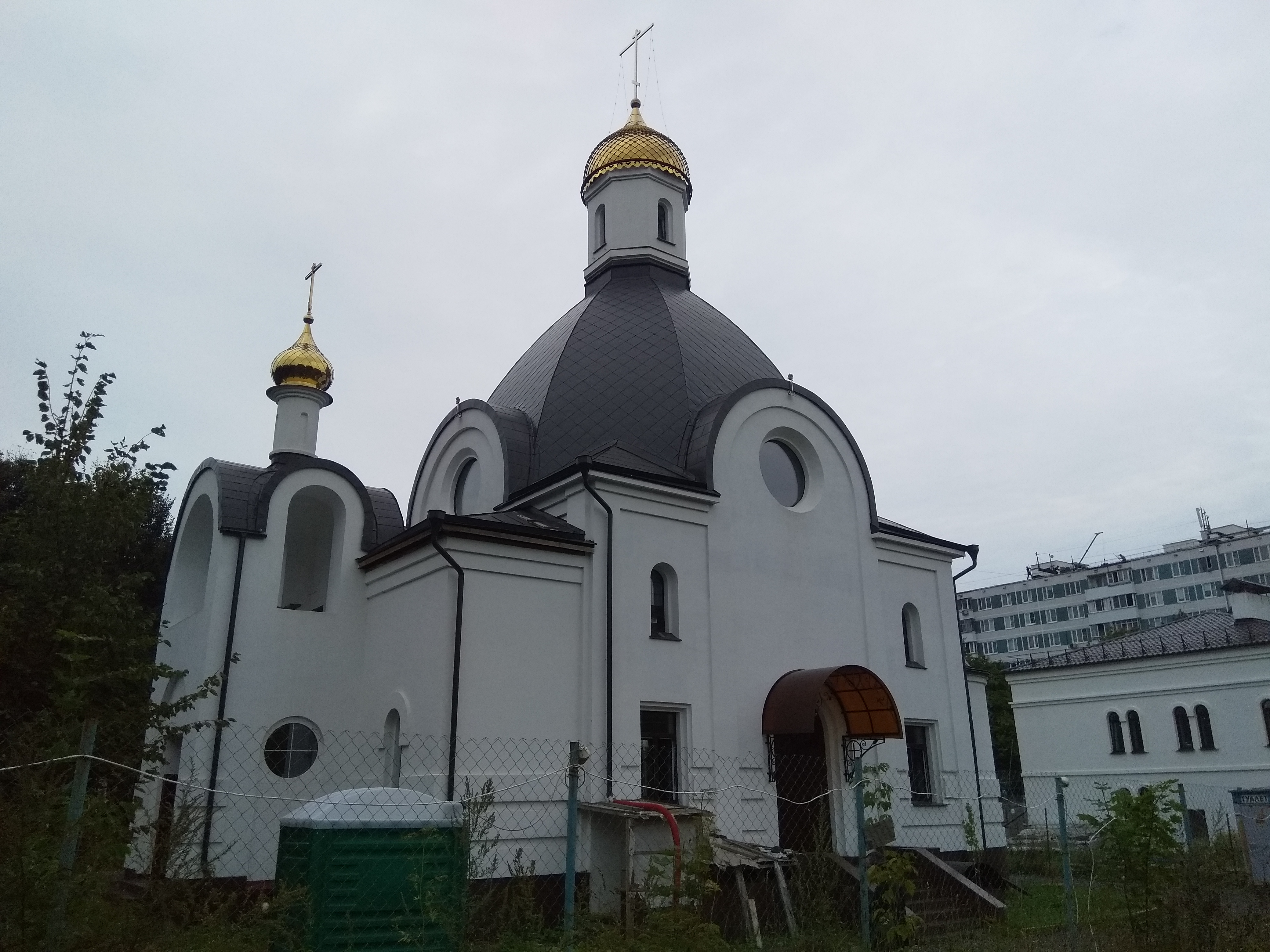
Храм святителя Киприана Московского (2014)

## Спорт
- Конно-спортивный комплекс «Битца»[3][65]
- «Московский центр боевых искусств»[66]
- Футбольная школа «Чертаново»[67]
- Физкультурно-оздоровительный комплекс «Красный маяк» (МГФСО Москомспорта)
- Спорткомплекс «Чертаново»[3] (МГФСО Москомспорта; действуют спортивные школы олимпийского резерва — по фехтованию и по настольному теннису)
- Спорткомплекс «Южный» (МГФСО Москомспорта)[68]

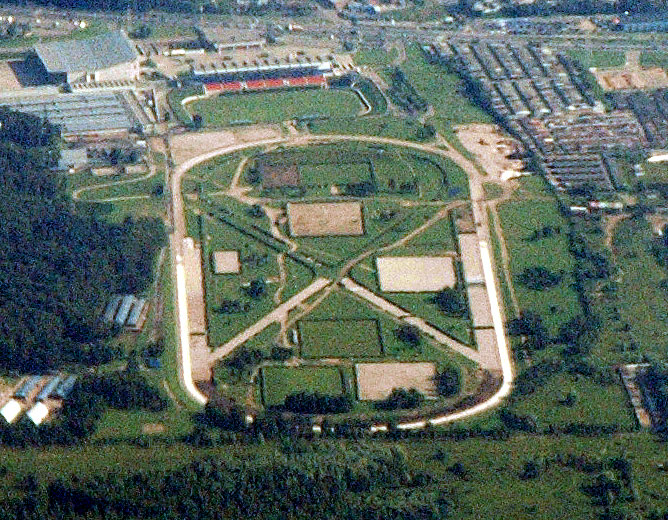
Конно-спортивный комплекс «Битца»
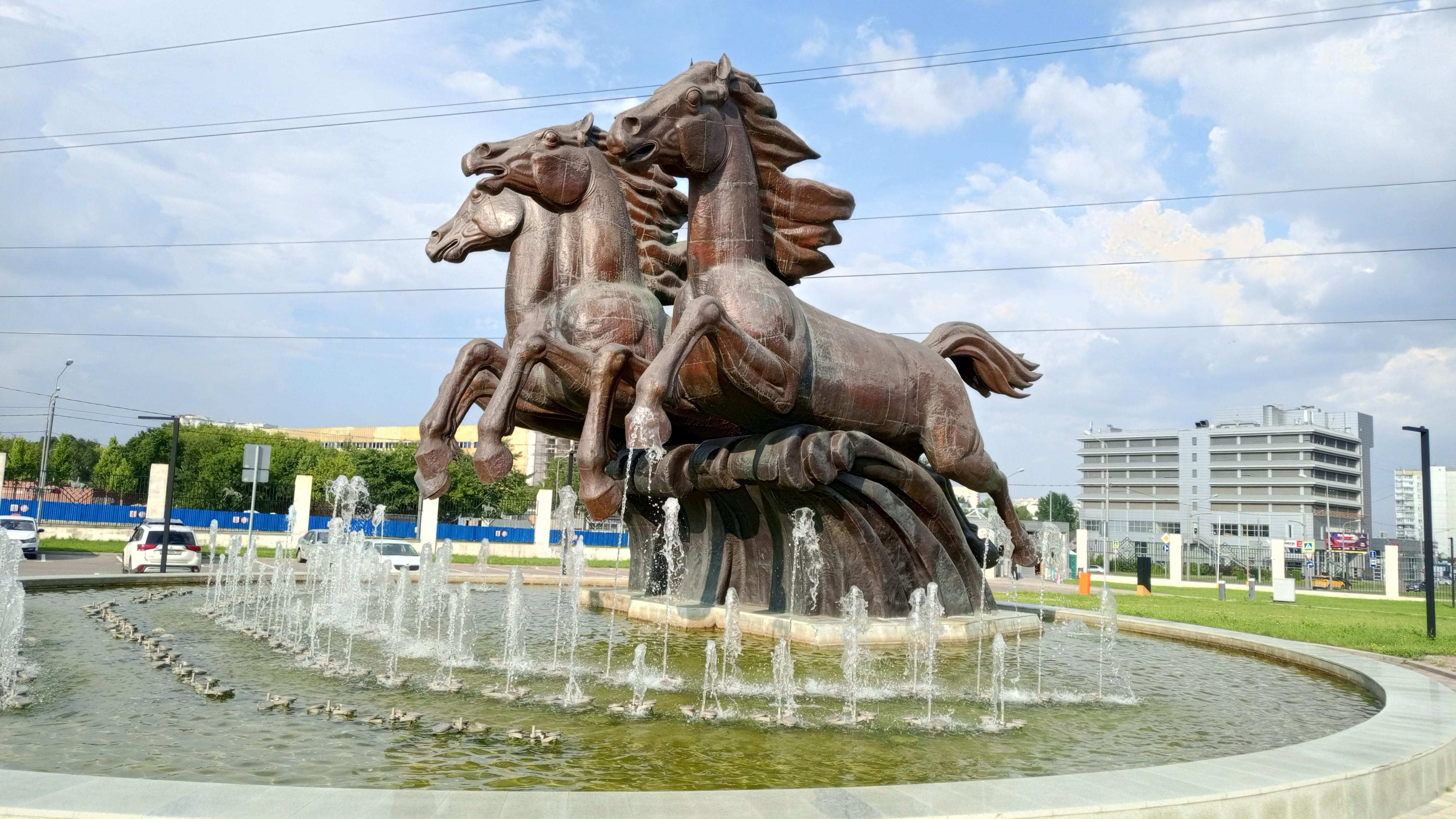
Скульптурная группа конноспортивного комплекса

## Природа

### Лесопарки
- Природно-исторический парк «Битцевский лес» (Битцевский парк) — особо охраняемая природная территория, второй по величине парк Москвы. Общая площадь составляет 2208,4 га[69]. Большая часть территории парка относится к району Ясенево, меньшая часть — к трём районам Чертанова.
- Аннинский лесопарк — небольшой лесопарк в районе Чертаново Южное, примыкающий к МКАД.

### Парки
Чертаново Северное
- Школьный парк между Чертановской и Кировоградской улицами.
- Народный парк «Чертановское подворье» на Чертановской улице между домами № 8 корпус 1 и 14 корпус 1
- Детский парк на Сумском проезде. Расположен между Сумским проездом и Битцевским лесом. Обустроен в 2012 году в результате обновления старого скверика. В 2022 году был реконструирован и вошёл в состав локального рекреационного центра вместе со спортивными и прогулочными зонами, созданными на месте снесённых гаражных автостоянок.
- Сквер за бывшим кинотеатром «Ашхабад» между Сумской и Днепропетровской улицами.
- Сквер «Кировоградский бульвар». Протяжённая пешеходная зона от Сумского проезда у дома № 4, корпус 3 до южного вестибюля метро «Чертановская». В 2021 году была проведена реконструкция аллеи. Вместо двух параллельных дорожек появилась одна основная с пересекающими и примыкающими дорожками. Обустроены детские и спортивные площадки, а также зоны отдыха с подвесными качелями, скамейками, садовыми креслами и шезлонгами.
- Сквер у Малого Чертановского пруда рядом с Варшавским шоссе и Балаклавским проспектом.
- Парк вблизи домов № 114 корпус 3 и 116 по Варшавскому шоссе.

Чертаново Центральное
- Парк 30-летия Победы (Москва). Открыт 9 мая 1975 года в честь 30-летия Победы в Великой Отечественной войне. Расположен между Чертановской и Кировоградской улицами. В парке имеются Памятник детям-узникам фашистских концлагерей, мемориал Победы, две артиллерийские пушки, танк и другие достопримечательности.
- Парк «Каскад Кировоградских прудов» в районе Кировоградского проезда.
- Сквер «Родная Гавань» между Кировоградской улицей и Варшавским шоссе.
- Парк у Красного пруда. Расположен между Чертановской и Днепропетровской улицами. Образован в 2022 году после проведённого благоустройства сквера.

Чертаново Южное

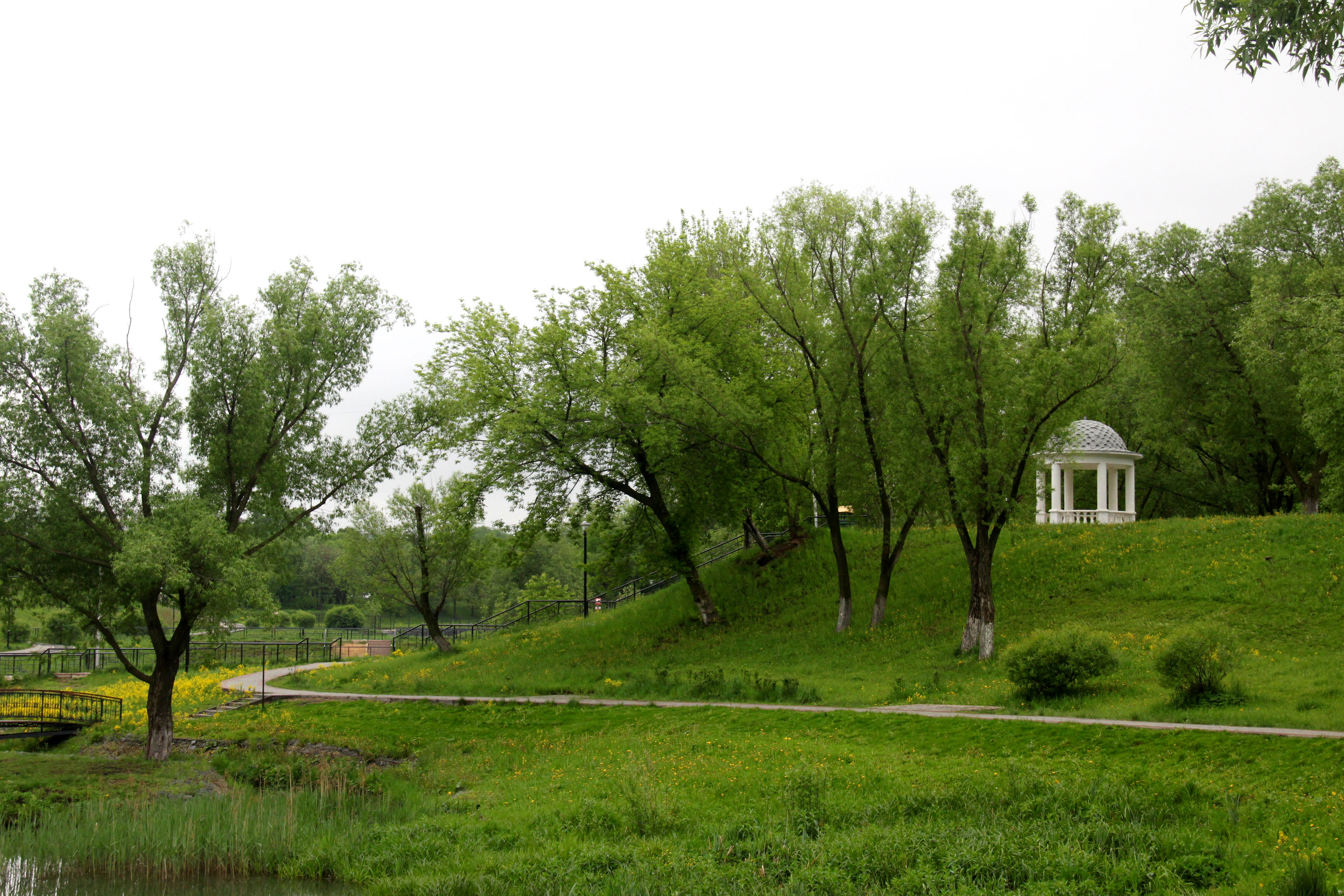
Покровский парк

- Покровский парк в районе Дорожной улицы и улицы Подольских Курсантов. Рядом расположен храм Покрова Пресвятой Богородицы на Городне.
- Народный парк в районе Чертановской улицы вокруг пруда на реке Городне выше Кировоградских прудов.
- Парк «Варшавские пруды» между Варшавским шоссе и Дорожной улицей. Комплексно благоустроен в 2024 году. Основные работы затронули территорию вокруг Третьего и Четвёртого Варшавских прудов. До этого они представляли собой заболоченные водоёмы. По итогу благоустройства пруды были очищены от растительности, на них появились островки с деревьями и скульптурами зайцев и оленей. На водном участке одного из прудов установлены скульптурные фигуры рыб и птиц. Для пеших прогулок на прудах сооружены эконастилы, один из которых наподобие лабиринта пролегает над поверхностью водоёма, а другой проходит по его границе.
- Локальный рекреационный центр «Зелёный бульвар» вдоль улицы Академика Янгеля. Создан в 2022 году на месте снесённых гаражных автостоянок.

### Реки и пруды
- Река Городня (впадает в Москву-реку, является частью Царицынских прудов и Борисовского пруда). На реке расположено несколько прудов (сверху вниз по течению реки): пруд в Народном парке, Кировоградские пруды — комплекс из трёх прудов (в районе Кировоградского проезда), Первый, Второй, Третий и Четвёртый Варшавские пруды (между Варшавским шоссе и Дорожной улицей), Покровский пруд (в районе Дорожной улицы и улицы Подольских Курсантов).
- Река Чертановка (левый приток[70] Городни). На реке расположены два из трёх Чертановских прудов (сверху вниз по течению реки): Верхний Чертановский пруд (в районе Чертановской улицы и храма иконы Божией Матери «Державная» в Чертанове) и Малый Чертановский пруд (в районе Варшавского шоссе и Балаклавского проспекта).

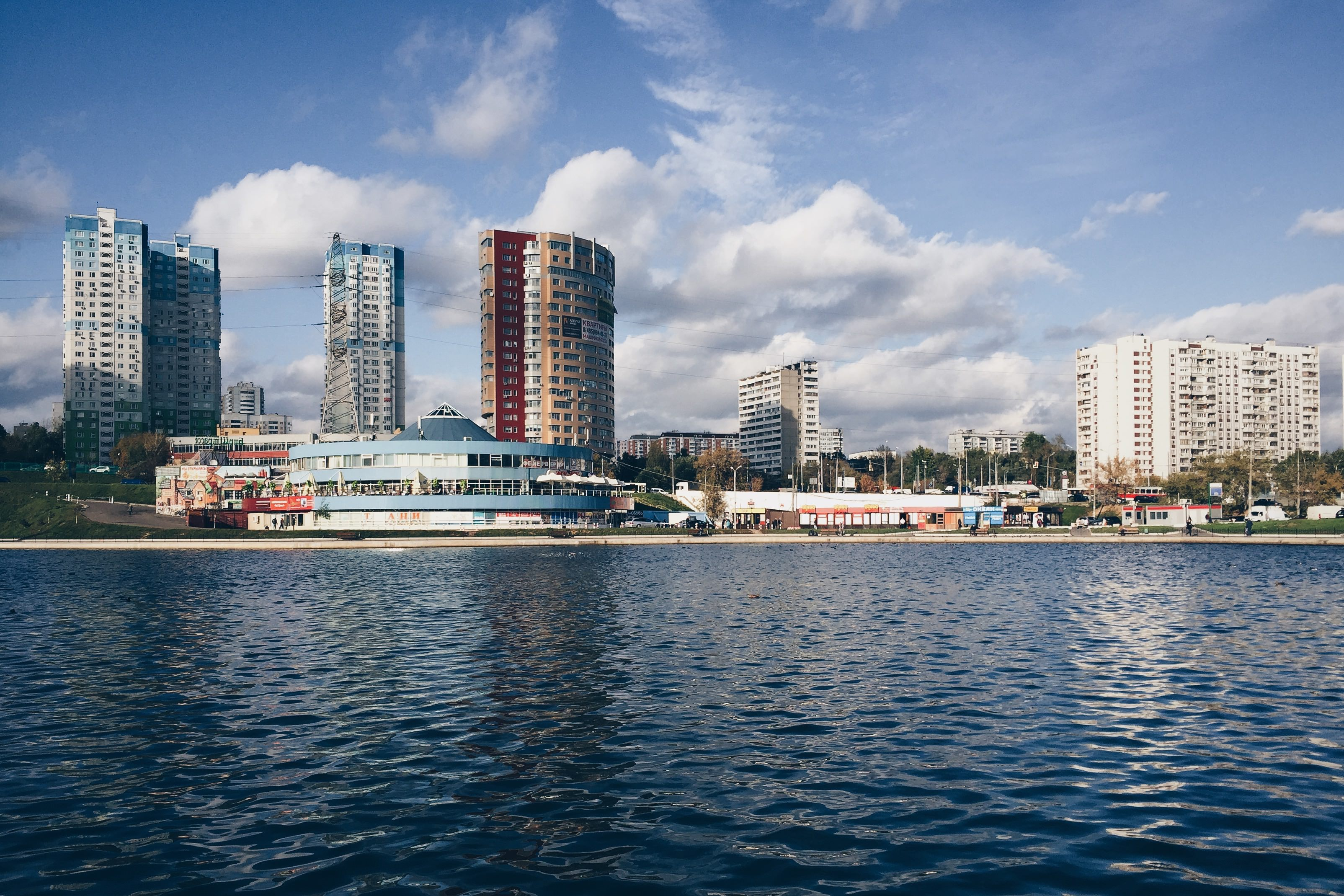
Большой Чертановский пруд

- Река Водянка (левый приток Чертановки)[71]. На реке расположен Большой Чертановский пруд (в районе Чертановской улицы и Балаклавского проспекта).
- Красный ручей (правый приток Чертановки)[72].
- Тепляковский овраг (ручей) на территории Покровского парка. Впадает в реку Городню в Покровском пруду[73].
- Красный пруд в Чертанове Центральном в районе Чертановской улицы.
- Хрулёв пруд — маленький пруд в Битцевском лесу в Чертанове Южном в районе Проектируемого проезда № 6693[74].

## В культуре
- В 1986 году группа «Весёлые ребята» записала песню «Чертаново», ставшую шлягером, в исполнении Александра Буйнова, музыка Владимира Матецкого, слова Михаила Танича.
- Чертаново является местом действия более 14 фильмов, включая лирическую комедию «Служебный роман» Эльдара Рязанова (1977). В начале картины секретарша Верочка (Лия Ахеджакова) ожидает трамвая на Чертановской улице в то время ещё нового района Чертанова[75].
- Ольга Терентьева, главная героиня сериала «Ольга» (с 2016), живёт вместе с семьёй в Чертанове[76].
- В Чертанове снимали фантастический фильм «Притяжение» (2017) Фёдора Бондарчука, чьё действие по большей части также происходило в Чертанове.
- Сто лет тому вперёд (фильм 2024)[77]
- В этой местности разворачивается действие советского фильма 1988 года «Осень, Чертаново…».